# さんふらわあ
さんふらわあ（英語: Sunflower）は、商船三井さんふらわあが運航するフェリーのブランド。
一部RO-RO船を除き「さんふらわあ」を冠した船には共通して大輪の花のように光線を放つ朝の太陽が水平線の下から立ち昇ってきたような情景が白い船体の側面に大きく描かれており、絵として描かれた水平線と実際の船の喫水線はおおよそ一致するようデザインされており、商船三井さんふらわあが登録商標を保有する。

## 歴史

### さんふらわあ5姉妹
照国郵船（現 マリックスライン）の子会社で、1970年に設立された日本高速フェリーが、1972年に川崎重工業神戸工場にて第1船「さんふらわあ」を建造し、名古屋 - 高知 - 鹿児島航路に就航させたのが始まりである。照国郵船の鹿児島 - 奄美航路に就航していたハイビスカスの花をペイントした貨客船「はいびすかす」が好評を博していたことから、インパクトのある描画をしようとさんふらわあに共通する太陽のマークが考案された。また造船所の社員が煙突の形状を検討していた際にカラフルな外国客船の写真から太陽のマークをデザインとするアイデアを提案した背景もあり、採用された太陽のマークの他検討案としては虹をモチーフにしたものなど3-4個の案が出されていた。
海外の客船やヨーロッパの大型フェリーを参考にし、それまでの国内フェリーとは一線を画す豪華な内装や、レストラン、ラウンジ、バー、プールなどの施設を持ち、好評を博した。続く第2船は「さんらいず」の名で建造され進水したが、第1船の反響の大きさにより急遽「さんふらわあ2」に改名された。
1973年には内装をさらに豪華にした「さんふらわあ5」「さんふらわあ8」が、東京 - 那智勝浦 - 高知航路に就航。1974年には直列2本煙突、収納式錨など豪華客船風の外観を持つ「さんふらわあ11」が、大阪 - 鹿児島航路に就航した。のちにこの5隻は「さんふらわあ5姉妹」と呼ばれるようになる。就航当初は、ファンネル（煙突）に照国グループのシンボルともいえる「中川マーク」が描かれていた。
各船では毎晩、レストランシアターでトロピカルショーなどのイベントが行われ、九州へ旅行へ向かう家族連れなどの人気の的となったが、会社の経営はうまくはいかなかった。建造中に日本を襲ったオイルショックにより燃料費が高騰、多量の燃料を使うフェリーにとっては致命傷になったうえ、その後の不況によりトラック輸送をはじめレジャー客も大きく落ち込んだ。また、需要の伸びを過大視してわずか3年間に旅客定員1,000名を超える豪華船を5隻も建造して就航させたことによる過大な建造費の金利や償却費負担が膨らみ採算が合わなくなったほか、1975年には親会社の照国郵船が多額の負債を抱えて倒産、設立わずか5年で子会社の日本高速フェリーの経営も大きく傾いた。
「さんふらわあ11」の竣工で5姉妹船がすべて出揃い、照国グループ総帥の中川喜次郎が目指した「国際級の豪華船への夢」が実現したかに見えたが、これとは裏腹に1972年に就航した名古屋 - 高知 - 鹿児島航路は利用客が低迷し、「さんふらわあ11」が竣工した9月には、早くも1番船「さんふらわあ」を運航から外して減便し来島どっくに係船。これを売りに出すことになった。
照国海運の倒産後、日本高速フェリー保有船のうち3隻を建造した主要株主の来島どっくが中心となり再建を図ることとなり、既存の3航路に各1隻ずつを配船することとし残り2隻の「さんふらわあ」「さんふらわあ2」を大洋フェリーに移籍させることとし、瀬戸内航路でもさんふらわあブランドが展開される事となった。また1977年には同じく来島どっく系の関西汽船がクルーズ客船「さんふらわあ7」を就航。1978年には日本高速フェリーが名古屋航路から撤退、1984年には大洋フェリーが名門カーフェリーとの合併による「名門大洋フェリー」の設立に伴いさんふらわあ・さんふらわあ2が余剰となり関西汽船へ移籍し阪神-別府航路で運航され来島どっくグループにさんふらわあ5隻が集約される形となった。

#### 沿革
【NK】日本高速フェリー 【KK】関西汽船 【TF】大洋フェリー 【EF】日本沿海フェリー
- 1969年 - 照国グループ総帥の中川喜次郎が、川崎重工業に「国際級の豪華船」の設計を打診する[7][8]。
- 1970年 - 【NK】照国郵船を母体に、日本高速フェリー（資本金3億円）を設立[7]。
- 1971年1月26日 - 【NK】さんふらわあ型1番船「さんふらわあ」が、川崎重工業神戸工場にて起工。
- 1972年
  - 1月18日 - 【NK】「さんふらわあ」竣工。
  - 2月1日 - 【NK】「さんふらわあ」名古屋 - 高知 - 鹿児島航路に就航[7]。
  - 5月17日 - 【NK】2番船「さんふらわあ2」川崎重工業神戸工場で竣工。

「さんふらわあ」と同型であり、外観もほとんど変わらない。同船は進水時の船名は「さんらいず」であったが改名され、3番船以降も「“さんふらわあ”+数字」の名が使われることになった。
  - 5月28日 - 【NK】「さんふらわあ2」名古屋 - 高知 - 鹿児島航路に就航し、同航路は3日に2便の運航となる。
- 1973年
  - 3月3日 - 【NK】3番船「さんふらわあ5」来島どっく大西工場で竣工[8]。
  - 3月21日 - 【NK】「さんふらわあ5」東京 - 高知航路に就航[8]。
  - 6月25日 - 【NK】4番船「さんふらわあ8」来島どっく大西工場で竣工[8]。
  - 7月4日 - 【NK】「さんふらわあ8」東京 - 高知航路に就航。デイリー運航になるとともに、翌5日から那智勝浦寄港を開始[8]。
  - 10月 - 第1次石油ショックが勃発。
- 1974年
  - 9月 - 【NK】「さんふらわあ」を来島どっくに係船し売却[8]。
  - 9月9日 - 【NK】5番船「さんふらわあ11」来島どっく大西工場で竣工[8]。
  - 10月1日 - 【NK】「さんふらわあ11」大阪 - 鹿児島航路に就航[8]。2日に1便の運航。
- 1975年
  - 9月2日 - 【NK】日本高速フェリーの親会社である照国海運が、海運不況による経営の行き詰まりから430億円の負債を抱えて倒産[8]。

日本高速フェリーはわずか5年間で累積赤字は95億円に達し、この時点での資本金は36億円だったのでその3倍近くの欠損金を出していたことになる[8]。
  - 9月30日 - 【NK】大阪 - 鹿児島航路に就航している「さんふらわあ11」を70億円で来島どっくに売却し、チャーターバックして航路の維持を図る[8]。
- 1976年
  - 5月 - 【NK】日本高速フェリーの主要株主の来島どっくが支援に乗り出し、来島グループの傘下になる[8]。
  - 10月 - 【NK】「さんふらわあ2」係船。東京 - 那智勝浦 - 高知航路に「さんふらわあ8」、名古屋 - 高知 - 鹿児島航路に「さんふらわあ5」、大阪 - 鹿児島航路に「さんふらわあ11」を配船[8]。
  - 11月15日 - 【NK・TF】「さんふらわあ」「さんふらわあ2」が、商船三井系の海運会社である大洋フェリーに64億円で売却、これに伴う大洋フェリーの債務は商船三井が保証するとした[8]。
- 1977年
  - 2月1日 - 【NK】大阪 - 鹿児島航路、志布志寄港を開始。
  - 3月1日 - 【TF】「さんふらわあ」「さんふらわあ2」が、大阪 - 苅田航路に就航。船首部分にバウマークとして、それまで運航していた「おりおん」「ぺがさす」の船体に描かれていた「流れ星」が追加された。
- 1978年
  - 3月31日 - 【NK】名古屋 - 高知 - 鹿児島航路の運航を休止[8]。「さんふらわあ5」を係船[8]。
  - 10月 - 第2次石油ショックが勃発。
- 1979年
  - 4月2日 - 【NK】休止中だった名古屋 - 高知 - 鹿児島航路を廃止[8]。
  - 6月19日 - 7月10日 - 【TF】来島どっくにて「さんふらわあ2」（6月19-30日）、常石造船にて「さんふらわあ」（6月30日-7月10日）に旅客設備のグレードアップを主眼とする改装工事を実施[8]。

船尾両舷にあったランプウェイの撤去のほか、屋外プールの屋内温水プール化、上部に展望台を兼ねたレストラン・シアターを増設などを行い総トン数は「さんふらわあ」が12,130総トンに、「さんふらわあ2」が12,105総トンに増加[8]。
  - 6月 - 【KK】クルーズ船「さんふらわあ7」就航。日本高速フェリーで初就航した船以外では初のさんふらわあを名乗る船となる。
- 1981年
  - 8月7日 - 【NK】係船中だった「さんふらわあ5」が大阪 - 志布志 - 鹿児島航路に就航、「さんふらわあ11」との2隻でデイリー運航を開始。
  - 9月 - 【NK】「さんふらわあ11」に内装を中心とした改装工事を実施し13,575総トンとなる[8]。
  - 12月 - 【NK】「さんふらわあ5」に内装を中心とした改装工事を実施し13,322総トンとなる[8]。
- 1982年7月 - 【NK】「さんふらわあ8」に内装を中心とした改装工事を実施し12,771総トンとなる[8]。

3隻の改装工事は、いずれも来島どっくで行われた。
- 1984年
  - 2月 - 【NK】日本高速フェリーが36億円の資本金を98%減資し、7,200万円に[8]。「さんふらわあ5」「さんふらわあ8」の2隻を来島どっくに売却し、チャーターバックして運航[8]。
  - 11月 - 【TF・KK】大洋フェリーが名門カーフェリーと合併し、名門大洋フェリーを設立。大洋フェリーが所有していた「さんふらわあ」「さんふらわあ2」を、関西汽船の「フェリーこがね丸」「フェリーにしき丸」と交換[8]。

関西汽船は両船を来島どっくに売却し、5隻すべてが来島どっくの所有となった。
  - 12月2日 - 【KK】関西汽船が「さんふらわあ」「さんふらわあ2」をチャーターし、大阪・神戸 - 別府航路に就航[8]。
- 1986年6月 - 【NK】大阪 - 志布志 - 鹿児島航路のうち、志布志 - 鹿児島間を繁忙期のみの運航に変更。
- 1987年3月 - 【KK】来島どっくの経営危機が表面化。関西汽船の経営からの撤退を表明。
- 1990年
  - 1月 - 【NK・EF】日本沿海フェリーが、日本高速フェリーから東京 - 那智勝浦 - 高知航路の営業権を譲受[9][10]。「さんふらわあ8」移籍[9]。
  - 6月 - 【EF】「さんふらわあ8」のファンネルマークを日本沿海フェリー仕様に改める[11]。
  - 7月 - 【KK】大阪商船三井船舶が関西汽船に資本参加し、傘下に収める。
  - 8月31日 - 【NK・EF】日本高速フェリー大阪 - 志布志 - 鹿児島航路の日本沿海フェリーへの委譲を決定[10]。
  - 11月1日 - 【EF】日本沿海フェリー、ブルーハイウェイラインに社名変更[10]。
  - 11月 - 【NK・EF】ブルーハイウェイラインが、日本高速フェリーから大阪 - 志布志 - 鹿児島航路の営業権を譲受[9]。「さんふらわあ5」「さんふらわあ11」移籍[9]。

これにより、さんふらわあ5姉妹並びにブランドはすべて商船三井グループの所有となった[10]。

### 商船三井グループへ
1990年に日本高速フェリーは日本沿海フェリーに航路を譲渡し、同時に日本沿海フェリーは社名を「ブルーハイウェイライン」に変更した。この時に、保有船舶の船名を「さんふらわあ+地名」に変更するとともに、日本沿海フェリー時代からの苫小牧航路の船舶については、船体を“さんふらわあ塗装”に塗り替えた。また関西汽船でも「さんふらわあ こがね」型から「さんふらわあ」の後に同社の伝統的な船名を連ねた命名としダイヤモンドフェリーの建造船にも踏襲された。その一方でさんふらわあブランドを創設した日本高速フェリーは1991年に解散。
その後、大阪 - 志布志航路をブルーハイウェイライン西日本を設立のうえ分社し、2000年4月より運航を開始した。また、大洗 - 苫小牧航路については、商船三井フェリーを設立して移管し、ブルーハイウェイラインは廃止を決定していた東京 - 那智勝浦 - 高知航路の2001年10月1日の廃止後に解散。
その後ブルーハイウェイライン西日本は2007年7月1日にダイヤモンドフェリーと合併し、大阪 - 志布志航路は「南九州航路」として運航を行い、関西汽船と共同運航していた「中九州航路」（神戸 - 大分）とは運賃制度や割引制度や予約業務も別にして運航した。その後2011年にはダイヤモンドフェリー・関西汽船が持株会社「フェリーさんふらわあ」に吸収合併、2023年にフェリーさんふらわあが商船三井フェリーに吸収合併され「商船三井さんふらわあ」として一元化され現在に至る。
近年の状況は、かつて九越フェリーに投入されていた有人レストランや上等船室を設けない「合理化フェリー」である「ニューれいんぼうべる」「ニューれいんぼうらぶ」が「さんふらわあだいせつ」「さんふらわあしれとこ」に改名して大洗航路に投入されるなど、かつての「豪華なフェリー」のイメージからはかけ離れた船舶も存在しているほか、商船三井フェリー「さんふらわあ はかた」など旅客営業を行わないRO-RO船の船名にも採用され、現在の「さんふらわあ」は、単に「商船三井グループのフェリーの名称」とほぼ定義づけられる。

#### 沿革

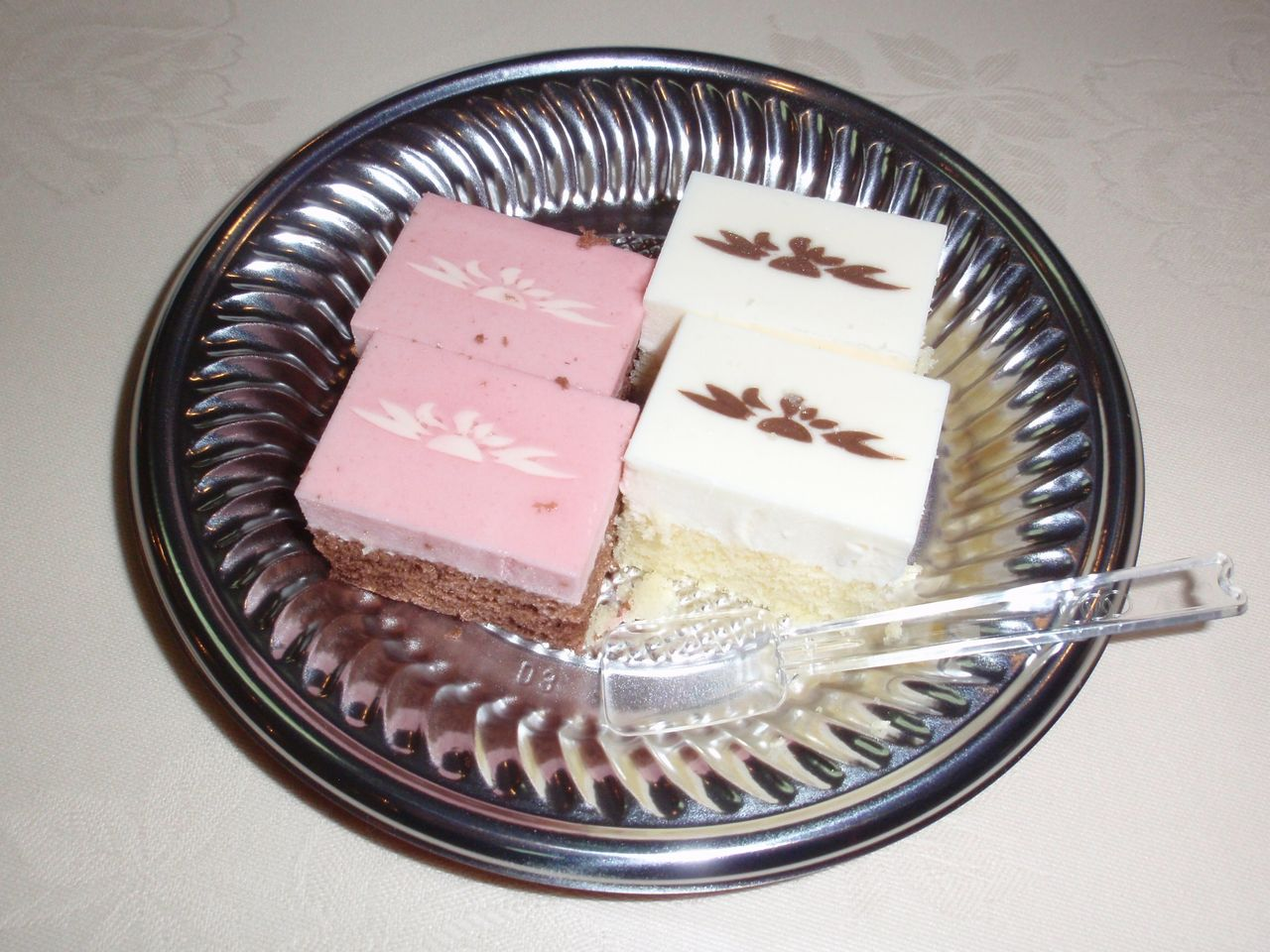
オリジナルケーキ

【BH】ブルーハイウェイライン 【KK】関西汽船 【MF】商船三井フェリー 【BW】ブルーハイウェイライン西日本 【DF】ダイヤモンドフェリー 【FS】フェリーさんふらわあ 【MS】商船三井さんふらわあ
- 1991年
  - 【KK】「さんふらわあ7」（旧・若潮丸）引退。
  - 1月 - 9月 - 【BH】所有フェリー6隻をイメージアップのため「さんふらわあ」ブランドに統一[9]。
  - 7月21日 - 【BH】東京発苫小牧行き「さんふらわあ えりも」（旧・日本沿海フェリー 2代目えりも丸）、野島崎沖で貨物船と衝突[9]。
  - 12月 - 【BH】大阪 - 志布志 - 鹿児島航路のうち繁忙期運航の志布志 - 鹿児島間を廃止[9]。
- 1992年
  - 8月 - 【KK】「さんふらわあ こがね」就航。
  - 12月 - 【KK】「さんふらわあ にしき」就航。
- 1993年
  - 8月 - 【BH】「さんふらわあ さつま」（2代目）を大阪 - 志布志航路に就航、初代「さんふらわあ さつま」（旧・さんふらわあ11）引退[9]。
  - 11月 - 【BH】「さんふらわあ きりしま」（初代）を大阪 - 志布志航路に就航、「さんふらわあ おおさか」（旧・さんふらわあ5）引退[9]。
  - 12月 - 【BH】「さんふらわあ みと」を大洗 - 苫小牧航路に就航[9]。
- 1997年
  - 4月13日 - 【BH】「さんふらわあ さっぽろ」（初代 旧・日本沿海フェリー さっぽろ丸）が大阪 - 志布志航路に転属[12]。
  - 4月19日 - 【BH】「さんふらわあ さつま」（2代目）が東京 - 苫小牧航路に転属[13]。
  - 6月29日 - 【BH】「さんふらわあ えりも」が大阪 - 志布志航路に転属[12]。
  - 7月5日 - 【BH】「さんふらわあ きりしま」（初代）が東京 - 苫小牧航路に転属[13]。
  - 7月1日 - 【BH】「さんふらわあ くろしお」を東京 - 那智勝浦 - 高知航路に就航[14]。「さんふらわあ とさ」（旧・さんふらわあ8）が引退。
  - 9月1日 - 【BH】東京 - 苫小牧航路を大洗寄港とし「新東京航路」とする[10]。
  - 12月 - 【KK】「さんふらわあ こばると」就航[15]。「さんふらわあ2」引退。
- 1998年
  - 1月 - 【BH】「さんふらわあ つくば」が大洗 - 苫小牧航路に就航。「さんふらわあ おおあらい」（旧・日本沿海フェリー おおあらい丸）を大阪 - 志布志航路へ転属、「さんふらわあ さっぽろ」（初代）が引退。
  - 4月 - 【KK】「さんふらわあ あいぼり」就航[15]。「さんふらわあ」引退、初代さんふらわあ5姉妹が全て引退[7]。
- 1999年
  - 4月 - 【BH】東京 - 大洗 - 苫小牧航路の東京 - 大洗間の旅客輸送を廃止し関東側の旅客取扱を大洗に集約[10]。東京 - 大洗 - 苫小牧航路の「さんふらわあ さつま」（2代目）・「さんふらわあ きりしま」（初代）と大阪 - 志布志航路の「さんふらわあ おおあらい」・「さんふらわあ えりも」を再び交換。
  - 9月 - 【BH】東京 - 苫小牧間にさんふらわあを冠した初のRO-RO船「さんふらわあ とまこまい」を就航。
- 2000年
  - 2月 - 【BW】ブルーハイウェイライン西日本を設立。
  - 4月 - 【BH・BW】大阪 - 志布志航路をブルーハイウェイライン西日本に移管。
- 2001年
  - 3月12日 - 【MF】商船三井フェリーを設立。
  - 7月1日 - 【BH・MF】大洗 - 苫小牧航路を商船三井フェリーに移管。
  - 10月1日 - 【BH】東京 - 那智勝浦 - 高知航路廃止、「さんふらわあ くろしお」引退。後にブルーハイウェイラインは解散[10]。
  - 10月 - 12月 - 【DF】「さんふらわあ くろしお」が「スターダイヤモンド」運休の代替として神戸 - 別府間で臨時運航。
- 2002年6月 - 【MF】東日本フェリーと苫小牧 - 大洗航路の共同運航を開始。「さんふらわあ おおあらい」「さんふらわあ えりも」引退。
- 2003年
  - 11月 - 【MF】東京 - 博多貨物航路に「さんふらわあ はかた」就航。
  - 12月 - 【MF】東京 - 博多貨物航路に「さんふらわあ とうきょう」就航。
- 2005年1月30日 - 【MF】東日本フェリーから傭船していた「ばるな」（3代目）を「さんふらわあ さっぽろ」（2代目）に船名変更。
- 2007年
  - 1月2日 - 【MF】大洗 - 苫小牧航路から東日本フェリーが撤退し共同運航体制を終了。
    - 東日本フェリー「ニューれいんぼうべる」「ニューれいんぼうらぶ」を「さんふらわあ みと」「さんふらわあ つくば」と交換、商船三井フェリー船舶が元東日本フェリー船で統一されることとなった。さんふらわあ みと・つくばは後に海外売却。

  - 1月30日 - 【MF】「へすていあ」を「さんふらわあ ふらの」（初代）に改名[16]。
  - 3月6日 - 【MF】「ニューれいんぼうべる」を「さんふらわあ しれとこ」に改名[16]。
  - 3月21日 - 【MF】「ニューれいんぼうらぶ」を「さんふらわあ だいせつ」に改名[16]、旧東日本フェリー船舶のさんふらわあブランドへの統一を完了。
  - 3月31日 - 【MF】東京 - 苫小牧貨物航路を廃止、「さんふらわあ とまこまい」引退。
  - 7月1日 - 【BW・DF】ブルーハイウェイライン西日本が、ダイヤモンドフェリーと合併。
  - 11月21日 - 【DF】「さんふらわあ ごーるど」を神戸 - 大分航路に就航[15]。
- 2008年1月16日 - 【DF】「さんふらわあ ぱーる」を神戸 - 大分航路に就航[15]。
- 2009年10月23日 - 【FS】ダイヤモンドフェリーと関西汽船の共同持ち株会社としてフェリーさんふらわあを設立。
- 2010年
  - 2月1日 - 【DF】「さんふらわあ こがね」引退。
  - 2月22日 - 【KK】「さんふらわあ にしき」引退。
- 2011年
  - 5月1日 - 【KK】大阪 - 別府航路の松山寄港を廃止。
  - 10月1日 - 【DF・KK・FS】フェリーさんふらわあがダイヤモンドフェリーと関西汽船を吸収合併。
- 2015年
  - 7月31日 - 【MF】この日の夕方、大洗発苫小牧行き「さんふらわあ だいせつ」が苫小牧港から沖合に約50kmほどの海上で火災を起こし、乗組員1名が死亡した。火元は積まれていたトラックとされている。
  - 11月16日 - 【FS】大阪 - 志布志航路「さんふらわあ さつま」（2代目）と「さんふらわあ きりしま」（初代）の代替新造船の建造を決定[17][18]。
- 2016年2月3日 - 【MF】火災事故に伴い運航を休止していた大洗 - 苫小牧航路「さんふらわあ だいせつ」が苫小牧発の夕方便で再就航。
- 2018年
  - 1月31日 - 【FS】大阪 - 志布志航路の大阪港の発着地をかもめ埠頭からATC埠頭に移転。
  - 5月11日 - 【MF】大洗 - 苫小牧航路夕方便「さんふらわあ ふらの」（初代）引退。
  - 5月13日 - 【MF】大洗 - 苫小牧航路夕方便「さんふらわあ ふらの」（2代目）就航。
  - 10月22日 - 【MF】大洗 - 苫小牧航路夕方便「さんふらわあ さっぽろ」（2代目）引退[19][20][21]。
  - 10月25日 - 【MF】大洗 - 苫小牧航路夕方便「さんふらわあ さっぽろ」（3代目）就航[20][21]。
  - 4月27日 - 【FS】「さんふらわあ さつま」（2代目）を「さんふらわあ さつま1」に船名変更[22]。
  - 5月15日 - 【FS】大阪 - 志布志航路「さんふらわあ さつま」（3代目）就航[23]。
  - 5月17日 - 8月28日 - 【FS】直前まで大阪 - 志布志航路で運航されていた「さんふらわあ さつま1」を使用し、神戸 - 別府航路を臨時運航。機関故障による「さんふらわあ ぱーる」の運休が長期化していることに伴う措置。[24]
  - 9月15日 - 【FS】大阪 - 志布志航路「さんふらわあ きりしま」（2代目）就航[25]。
  - 9月18日 - 【FS】「さんふらわあ きりしま」（初代）を「さんふらわあ きりしま1」に船名変更[26]。
  - 10月1日 - 11月1日 - 【FS】「さんふらわあ さつま」（3代目）の船体整備に伴い、「さんふらわあ きりしま1」を大阪 - 志布志航路にて運航。
  - 11月29日 - 12月16日 - 【FS】「さんふらわあ きりしま」（2代目）の船体整備に伴い、「さんふらわあ きりしま1」を大阪 - 志布志航路にて運航。12月16日志布志港到着を以て「さんふらわあ きりしま1」は引退となった。
- 2019年11月20日 - 【FS】大阪 - 別府航路の既存船の代替として、日本初のLNG燃料フェリー「さんふらわあ くれない」「さんふらわあ むらさき」2隻の建造を決定[27][28]。
- 2022年2月17日 - 【MF】大洗 - 苫小牧航路深夜便「さんふらわあ だいせつ」「さんふらわあ しれとこ」の代替船建造を決定[29]。
- 2023年
  - 1月13日 - 【FS】大阪 - 別府航路「さんふらわあ くれない」就航、「さんふらわあ あいぼり」引退。
  - 2月13日 - 【MF・FS】商船三井フェリーとフェリーさんふらわあの事業統合を発表。
  - 4月14日 - 【FS】大阪 - 別府航路「さんふらわあ むらさき」就航、「さんふらわあ こばると」引退。
  - 10月1日 - 【MS】商船三井フェリーがフェリーさんふらわあを吸収合併、商船三井さんふらわあ発足[30]。
- 2025年
  - 1月19日 - 【MS】大洗 - 苫小牧航路「さんふらわあ だいせつ」旅客営業終了。
  - 1月21日 - 【MS】大洗 - 苫小牧航路「さんふらわあ かむい」就航。
  - 4月12日 - 【MS】「さんふらわあだいせつ」をRORO船に転用し東京-苅田航路にて再就航。
  - 7月15日 - 【MS】大洗 - 苫小牧航路「さんふらわあ しれとこ」引退[31]。
  - 7月18日 - 【MS】大洗 - 苫小牧航路「さんふらわあ ぴりか」就航[32]。

## 就航中のさんふらわあ

### 旧商船三井フェリー

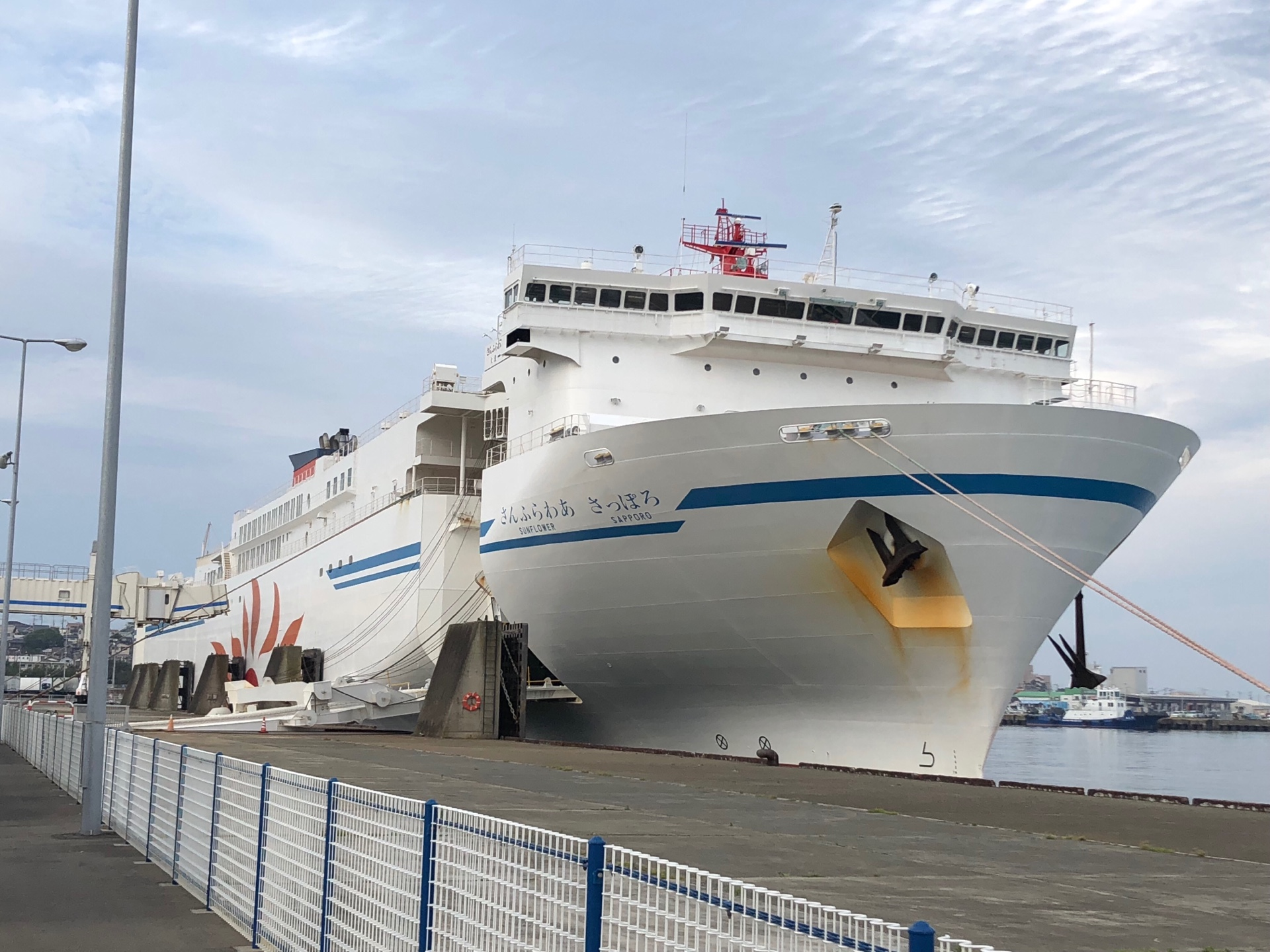
「さんふらわあ さっぽろ」(3代目） - 大洗港

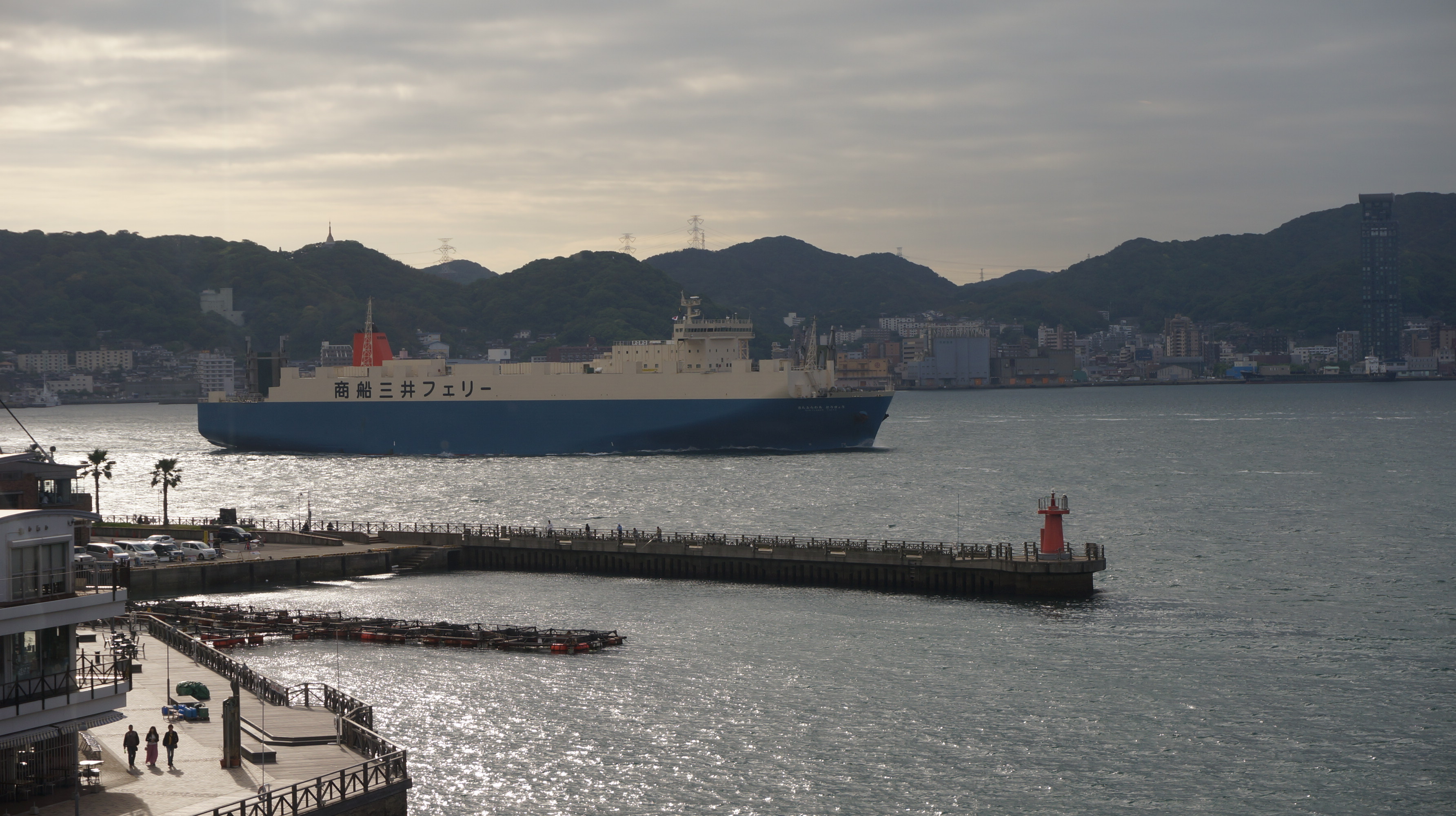
「さんふらわあ　とうきょう」 - 関門海峡

大洗 - 苫小牧航路
夕方便
- さんふらわあ ふらの（2代目）

2017年4月竣工、同年5月就航。13,816総トン、全長199.7m、幅27.2m、航海速力24ノット。
旅客定員620名。車両積載数：大型トラック160台・乗用車113台。ジャパン マリンユナイテッド磯子工場建造。夕方便に就航中。
- さんふらわあ さっぽろ（3代目）

2017年10月竣工、同月就航。以下「さんふらわあ ふらの」（2代目）と同じ。
深夜便
- さんふらわあ かむい

2024年12月竣工、2025年1月就航。15,512総トン、全長199.4m、幅28.6m、航海速力24ノット。
旅客定員157名。車両積載数：大型トラック155台・乗用車50台。内海造船因島工場建造。深夜便に就航中。
- さんふらわあ ぴりか

2025年6月竣工、7月就航。以下「さんふらわあ かむい」と同じ。
東京 - 九州・瀬戸内航路（東京 - 博多港、岩国港、松山港、大分港 RO-RO船航路、NX海運と共同運航）
船体の側面には、さんふらわあ（太陽のマーク）の模様が描かれていない。
- さんふらわあ はかた

2003年6月進水、2003年11月就航。10,507総トン、全長166.9m、幅27.0m、出力15,345kW、航海速力23.0ノット。
車両搭載数：12mトラック160台・商品乗用車251台、旅客定員12人。三菱重工業下関造船所建造。
東京 - 苅田航路（東京 - 苅田港、宇野港 RO-RO船航路、NX海運と共同運航）
- さんふらわあ だいせつ

2001年6月竣工、2007年1月就航。東洋汽船が所有し、商船三井フェリーが裸用船。
元・東日本フェリーニューれいんぼうらぶ。2007年3月に船名変更。
11,401総トン、全長190m、幅26.4m、出力39,600馬力、航海速力24.9ノット（最大28.0ノット）。
旅客定員154名。車両積載数：トラック160台・乗用車62台。三菱重工業下関造船所建造。深夜便に就航中。
2015年7月に船舶火災により2等航海士が死亡する事故が発生した。改修の後2016年2月から運航再開、2025年1月旅客営業を終了し4月から東京-苅田貨物航路にてRORO船として再就航。

### 旧フェリーさんふらわあ

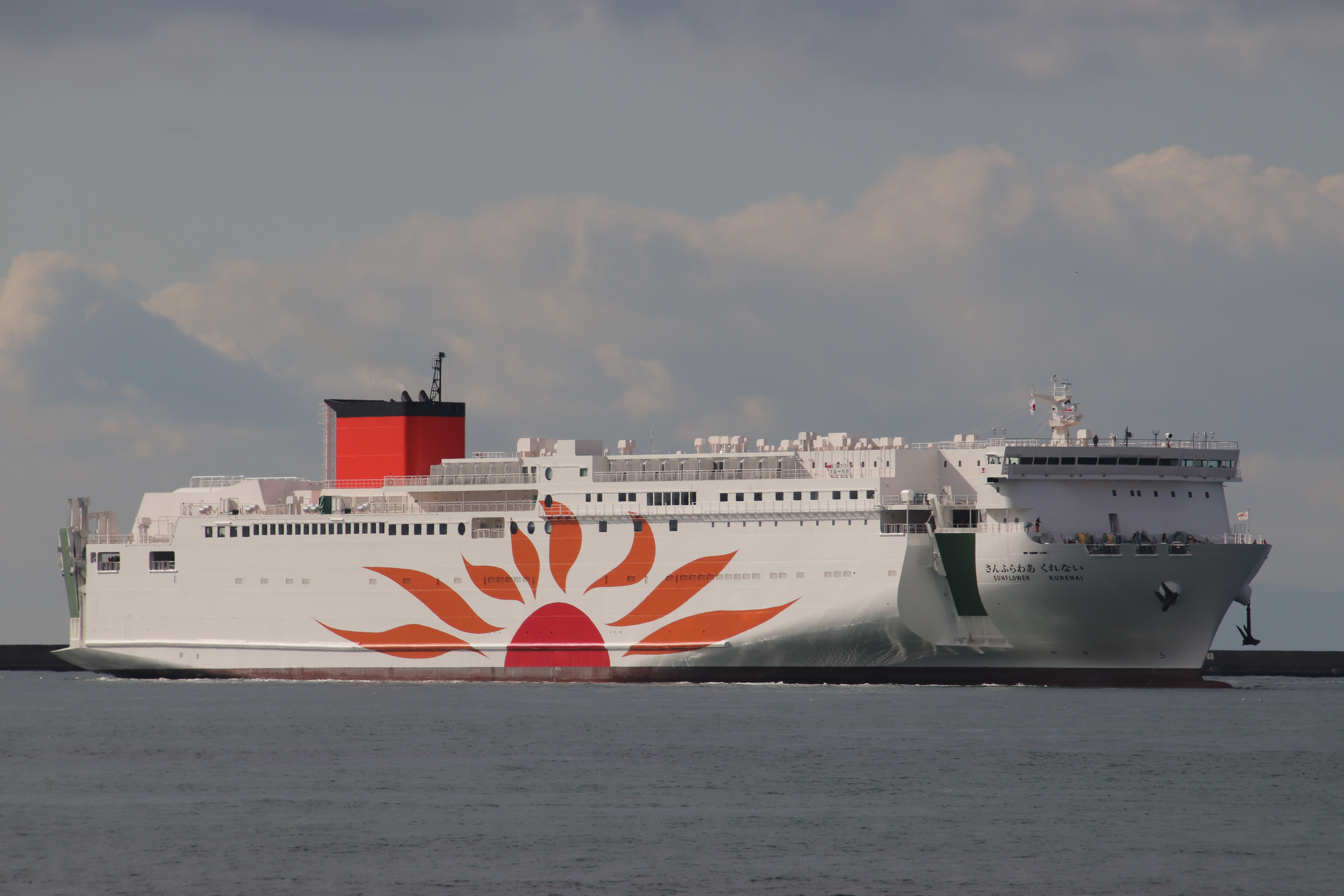
「さんふらわあ くれない」（2022年12月27日） - さんふらわあターミナル（大阪）初入港

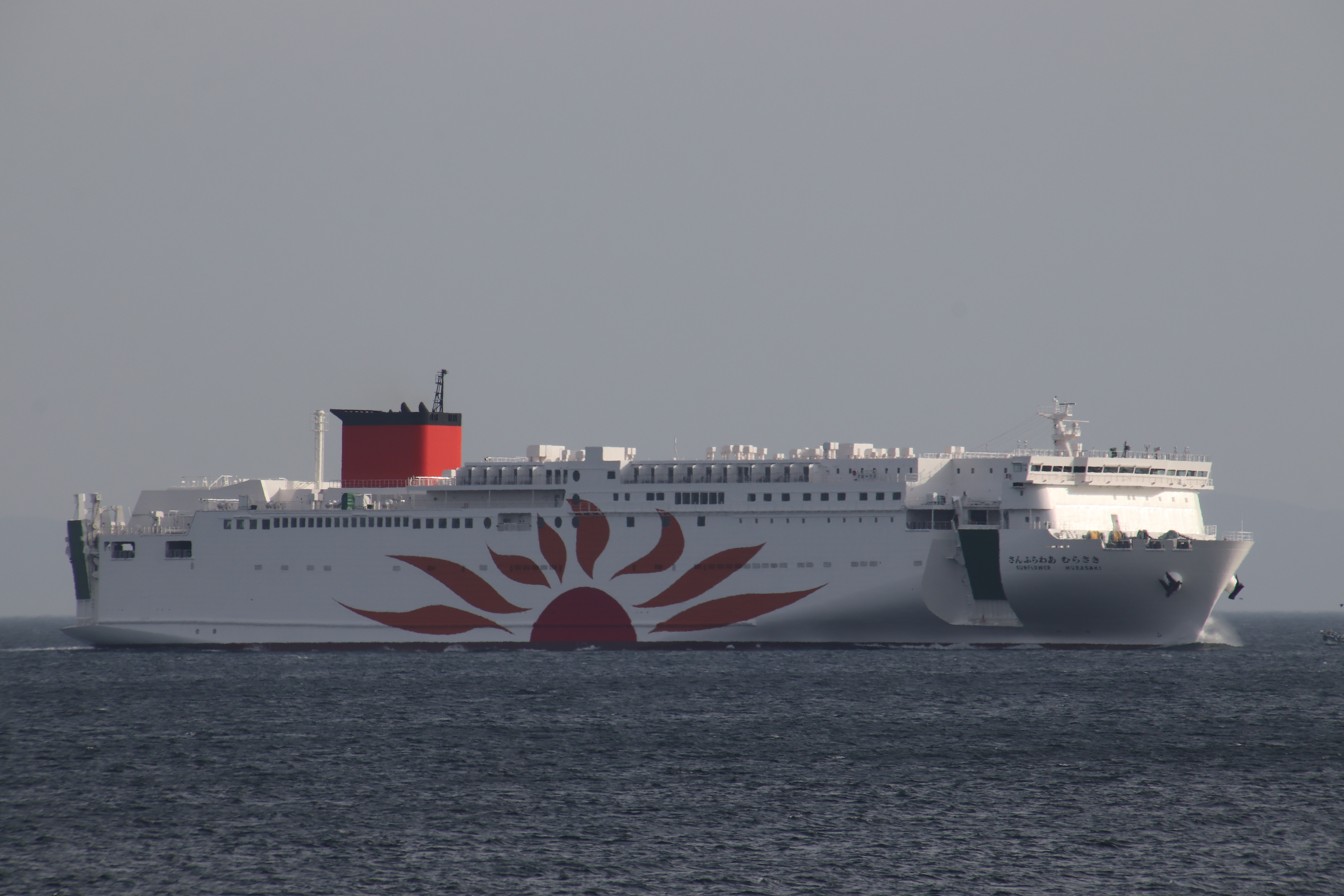
「さんふらわあ むらさき」 - 明石海峡 西航試運転時

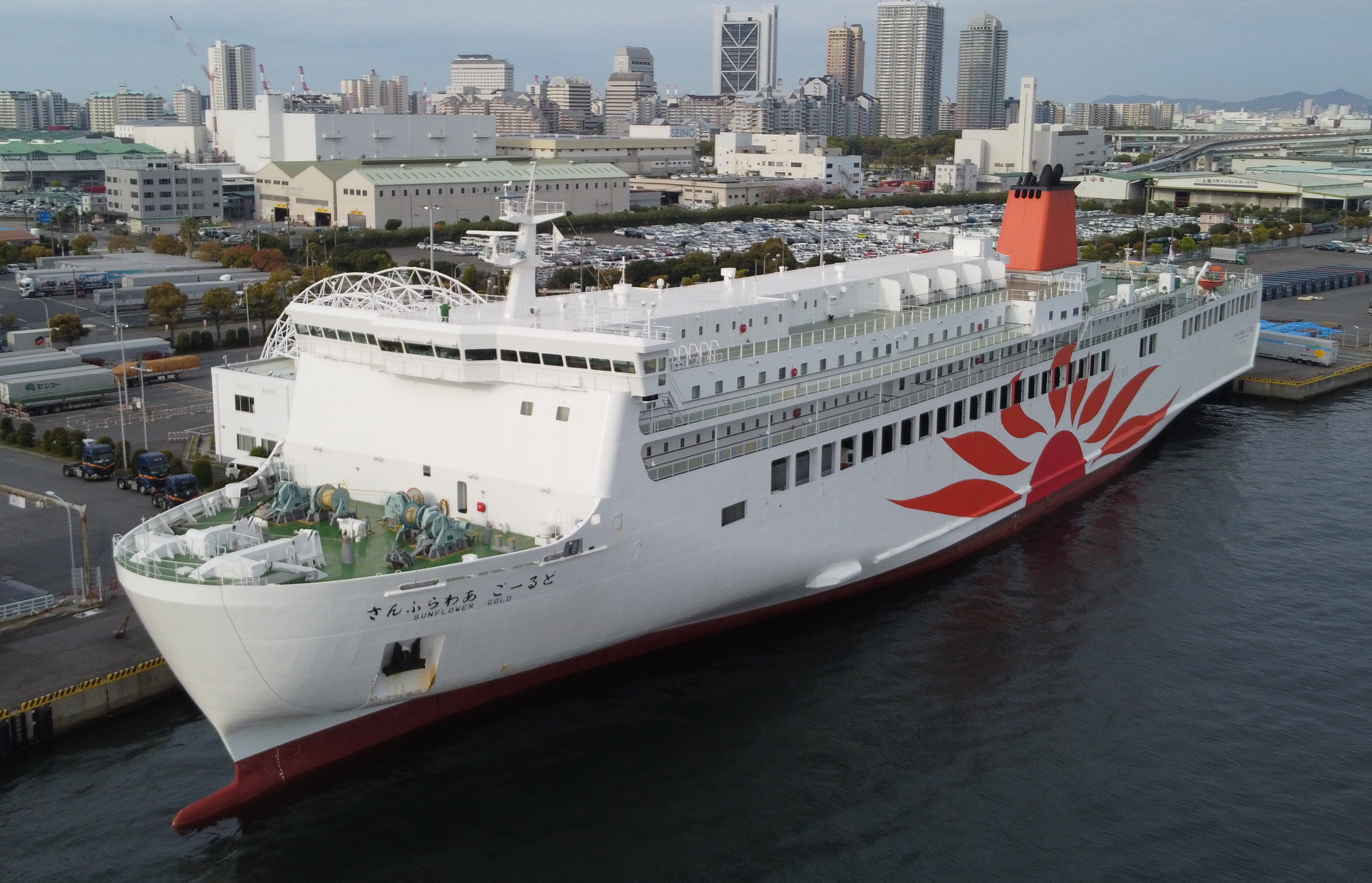
「さんふらわあ ごーるど」（空撮・フェリーさんふらわあ時代 2023年4月5日 ） - 六甲アイランドフェリーターミナル

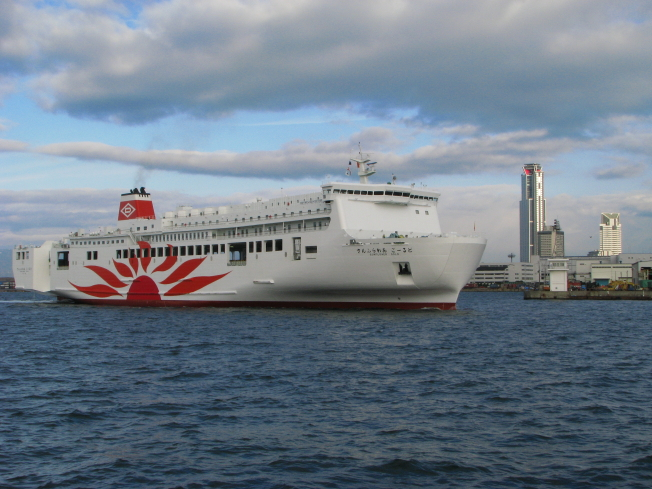
「さんふらわあ ごーるど」（ダイヤモンドフェリー時代 2007年12月9日） - 大阪南港

中九州航路（大阪 - 別府、旧 関西汽船）
- さんふらわあ くれない

2022年12月竣工、2023年1月13日就航。航海速力22.5ノット、17,114総トン、全長199.9m、幅28.0m
旅客定員716名搭載数：トラック137台・乗用車80台。三菱重工業下関造船所建造。
日本初のLNG燃料を採用した長距離フェリーとして、国土交通省の内航船省エネルギー格付制度で最高評価の5つ星を獲得。
- さんふらわあ むらさき

2023年3月竣工、4月14日就航。17,300総トン。以下「さんふらわあ くれない」と同じ。
中九州航路（神戸 - 大分、旧 ダイヤモンドフェリー）
- さんふらわあ ごーるど

2007年11月21日就航。11,380総トン。全長165.5m、幅27.0m、出力24,480馬力、航海速力23.2ノット。
旅客定員780名。車両積載数：トラック147台・乗用車75台。三菱重工業下関造船所建造。
- さんふらわあ ぱーる

2008年1月16日就航。以下「さんふらわあ ごーるど」と同じ。
南九州航路（大阪 - 志布志、旧 ブルーハイウェイライン西日本）
- さんふらわあ さつま (3代)

2018年4月20日竣工、5月15日就航。13,659総トン、全長192m、幅27.0m、出力17,660kW、航海速力23ノット。
旅客定員709名。車両積載数：大型トラック121台・乗用車140台。ジャパン マリンユナイテッド磯子工場建造。
- さんふらわあ きりしま (2代)

2018年8月28日竣工、9月15日就航。以下「さんふらわあ さつま (3代)」と同じ。

## 引退したさんふらわあ

### さんふらわあ5姉妹
- さんふらわあ (初代)（日本高速フェリー→大洋フェリー→関西汽船）

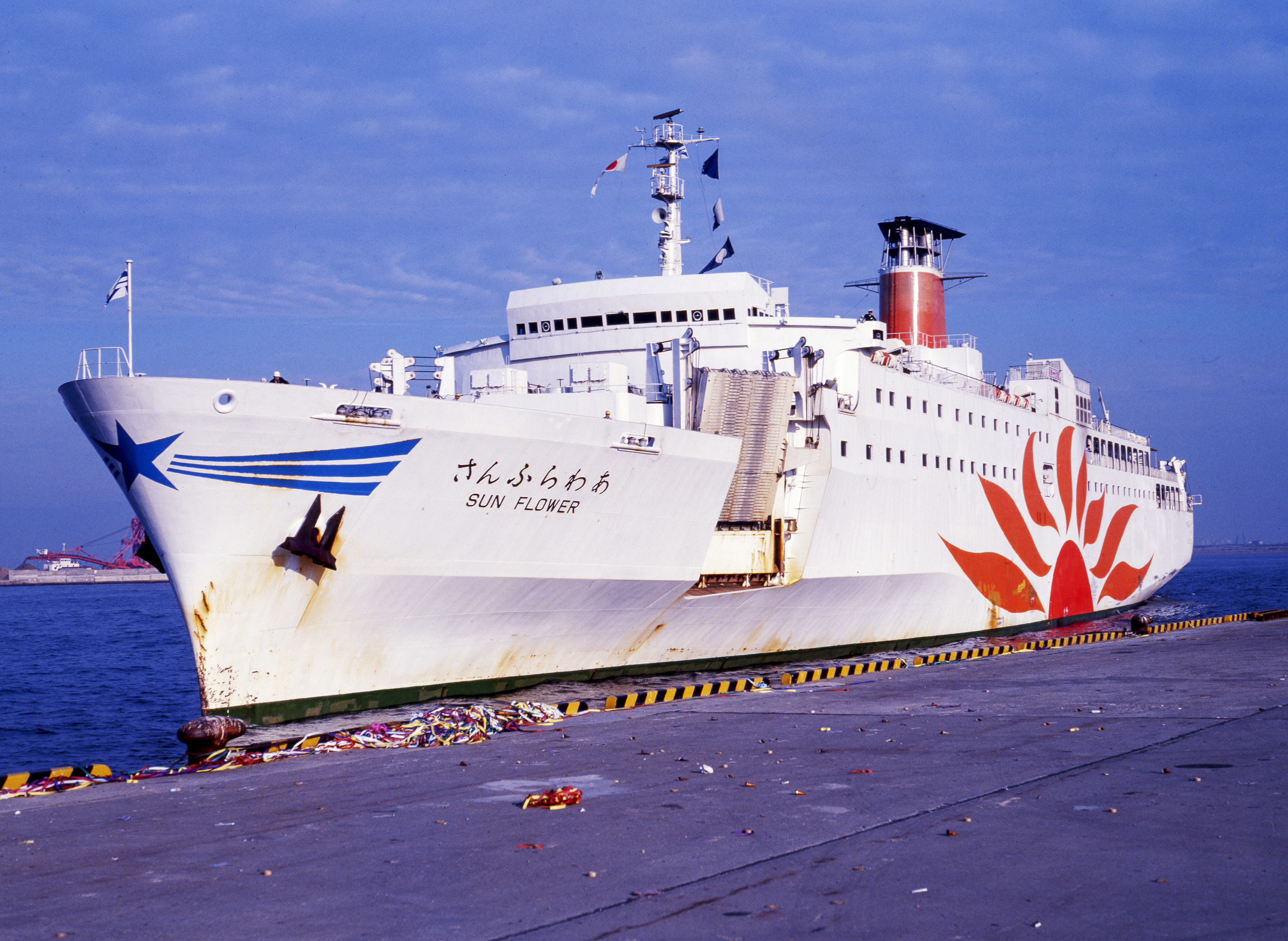
船首に流れ星が描かれた大洋フェリー「さんふらわあ」（撮影：府川義辰 1978年7月23日）

11,312総トン、全長185.0m、幅24.0m、深さ15.6m、満載喫水6.4m、主機川崎MAN V6V40/54型中速ディーゼル4基、2軸、連続最大出力26,080馬力、試運転最大速力25.5ノット、車両積載数10トントラック84台、乗用車208台、旅客定員1,124名、乗組員定員87名。
川崎重工業神戸工場建造（建造費：約36億円）
1972年2月より名古屋 - 高知 - 鹿児島航路に就航したが、1974年9月来島どっくに係船され、1976年11月大洋フェリーに売却。1977年3月より大阪 - 苅田航路に就航。1979年6月常石造船で改装工事を実施。1984年11月来島どっくに売却され、12月より関西汽船に移籍し阪神 - 別府航路に就航。1998年4月「さんふらわあ こばると」就航に伴い引退。さんふらわあ5姉妹の中では最後まで国内で運航された。引退後は2000年に韓国へ売却、さらに2005年には北朝鮮に売却されたが、いずれも船舶として使われたかどうかは不明。
- さんふらわあ2（日本高速フェリー→大洋フェリー→関西汽船）

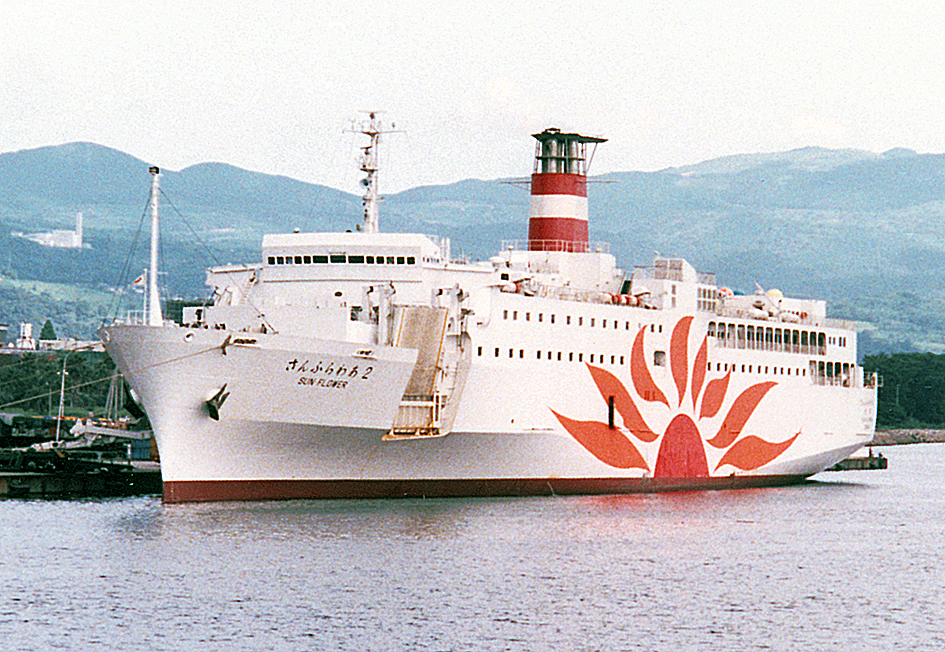
「さんふらわあ2」 - 別府国際観光港

12,112総トン、全長185.0m、幅24.0m、過給機付4サイクル6気筒ディーゼル（6520PS,400rpm）×4基 = 19181kW（26080PS）
川崎重工業神戸工場建造（建造費：36億円）
1972年1月進水（進水時さんらいず）。1972年5月より名古屋 - 高知 - 鹿児島航路に就航したが、1976年10月に係船となり、11月大洋フェリーに売却。1977年3月より大阪 - 苅田航路に就航。1979年6月来島どっくで改装工事を実施。1984年11月来島どっくに売却され、12月より関西汽船に移籍し阪神 - 別府航路に就航。1997年12月「さんふらわあ あいぼり」就航に伴い引退。1994年から引退までの間、海水を広範囲にわたって継続的に汲み上げモニタリングを行う、国立環境研究所の定期航路船舶を用いた海洋調査が同船を使用して行われていた。当初はさんふらわあ（初代）を先に引退させ、さんふらわあ2を最後に引退させる予定だったが、間際に台風による欠航により運航パターンが変わり、先に引退する事となった。引退後はフィリピンに売船された。
- さんふらわあ5→さんふらわあ おおさか（日本高速フェリー→ブルーハイウェイライン）

12,711総トン、全長185.0m、幅24.0m、最大速力25.5ノット、車両積載数10トラック84台、乗用車81台、旅客定員1,079名。
来島どっく建造（建造費：47億円）
1973年3月3日竣工。基本的には1、2番船と同じであるが、総トン数が増加したため操舵室が一段高くなっている。客室関係では、1等船室をバス・トイレ付きにするとともに、ラウンジをインサイドルームにしアウトサイドを客室に充てるなど設備のグレードアップが図られた。1973年3月21日より東京 - 高知航路に就航（那智勝浦港への寄港は7月5日より）、1976年10月より名古屋 - 高知 - 鹿児島航路に転配。1978年4月名古屋 - 高知 - 鹿児島航路の休止に伴い係船となった後、1981年5月大阪 - 志布志 - 鹿児島航路に転配。1984年2月来島どっくに売却してチャーターバック。1990年11月ブルーハイウェイラインに譲渡されさんふらわあ おおさかに船名変更。1993年8月「さんふらわあ きりしま」（初代）就航に伴い引退。日本国外へ売却され、SuperFerry（フィリピン）のSUPER FERRY 10として運航されていたが、2001年に火災事故を起こし解体された模様である。
- さんふらわあ8→さんふらわあ とさ（日本高速フェリー→日本沿海フェリー/ブルーハイウェイライン）

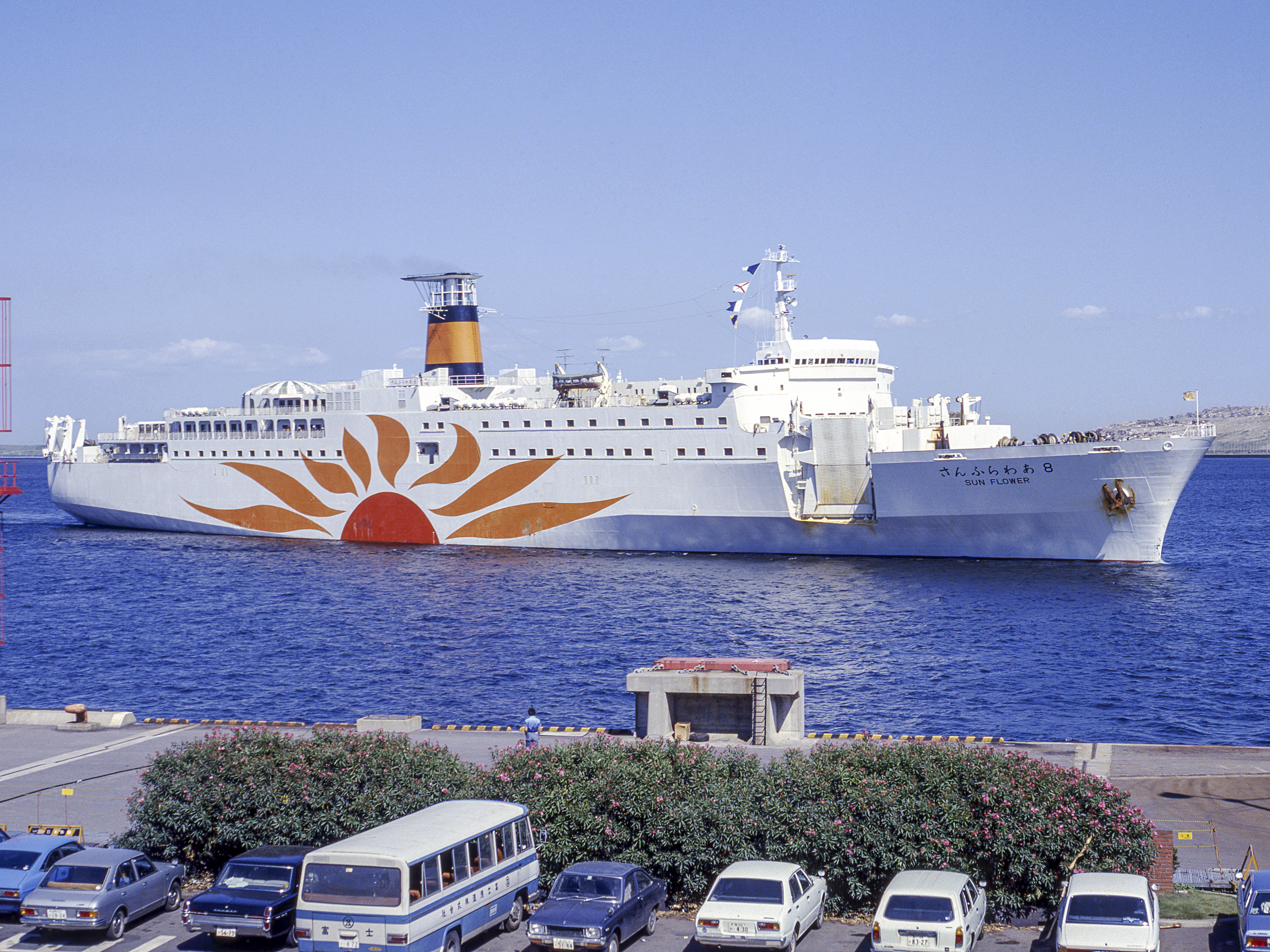
東京港に入港する「さんふらわあ 8」（撮影：府川義辰 1978年7月29日）

12,759総トン、全長185.0m、幅24.0m
来島どっく建造（建造費：47億円）
1973年7月4日より東京 - 那智勝浦 - 高知航路に就航。1984年2月来島どっくに売却してチャーターバック。1990年1月日本沿海フェリーに譲渡され、さんふらわあ とさに船名変更。1997年7月「さんふらわあ くろしお」就航に伴い引退。日本国外へ売却され、Sulpicio Lines（フィリピン） のPRINCESS OF NEW UNITYとして運航ののち売船、解体された模様。
- さんふらわあ11→さんふらわあ さつま（初代）（日本高速フェリー→ブルーハイウェイライン）

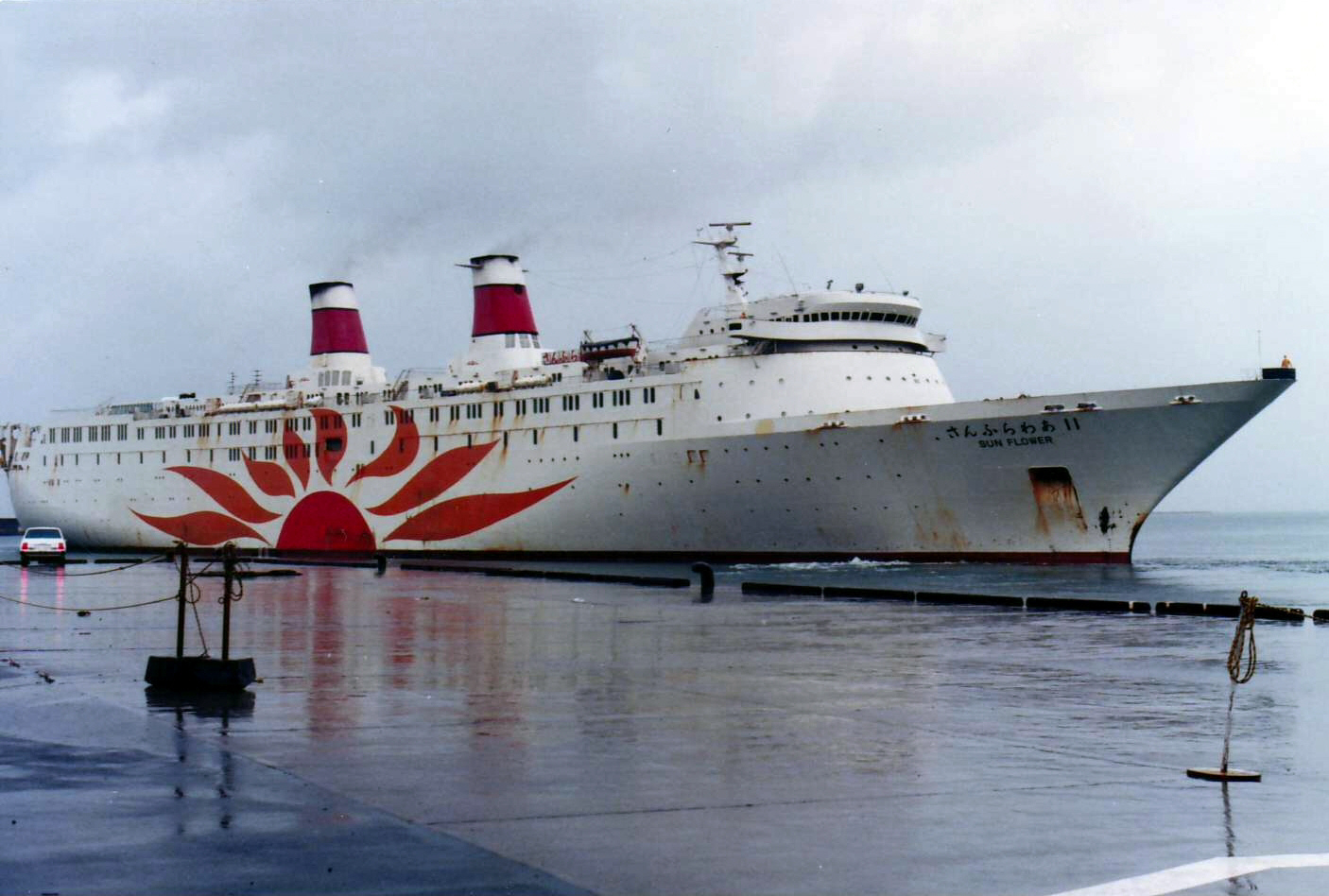
「さんふらわあ11」 - 志布志港

13,599総トン、全長195.8m、主機出力36,000馬力、最高速力26.9ノット、車両搭載数8トントラック84台、乗用車191台、旅客定員1,218名。
来島どっく建造（建造費：60億円）
1974年9月9日竣工。当時、日本でもっとも豪華なフェリーとして建造され、建造費は60億円にものぼった。外観もこれまでの1番船から4番船とは大きく異なり、豪華客船を思わせる直列2本煙突が大きな特徴となっている。1974年10月1日大阪 - 鹿児島航路に就航。1975年9月来島どっくに売却しチャーターバック。1977年2月より志布志寄港を開始。1990年11月ブルーハイウェイラインに譲渡されさんふらわあ さつま（初代）に船名変更。しかし、他の4艘と大幅に違う構造による使い勝手の悪さなどからオリジナルのさんふらわあ5姉妹の中で最も早く1993年3月「さんふらわあ さつま」（2代目）就航に伴い引退。日本国外へ売却され、Sulpicio Lines（フィリピン）のPRINCESS OF THE ORIENTとしてマニラ-セブ島を結んでいたが、1998年9月19日、台風7号の嵐の中を航行中に沈没し、死者51名、行方不明者216名を出す惨事となった。直接の沈没原因は荷崩れであったが、フィリピンでの大幅なデッキ増設工事により船体が不安定になっていたとも云われる。

### その他のさんふらわあ

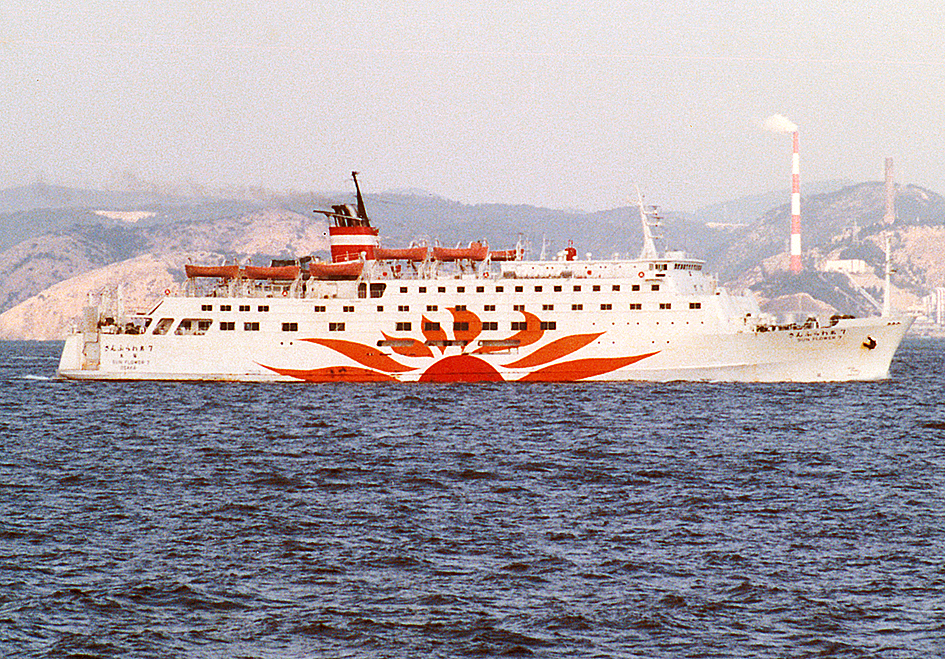
「さんふらわあ7」

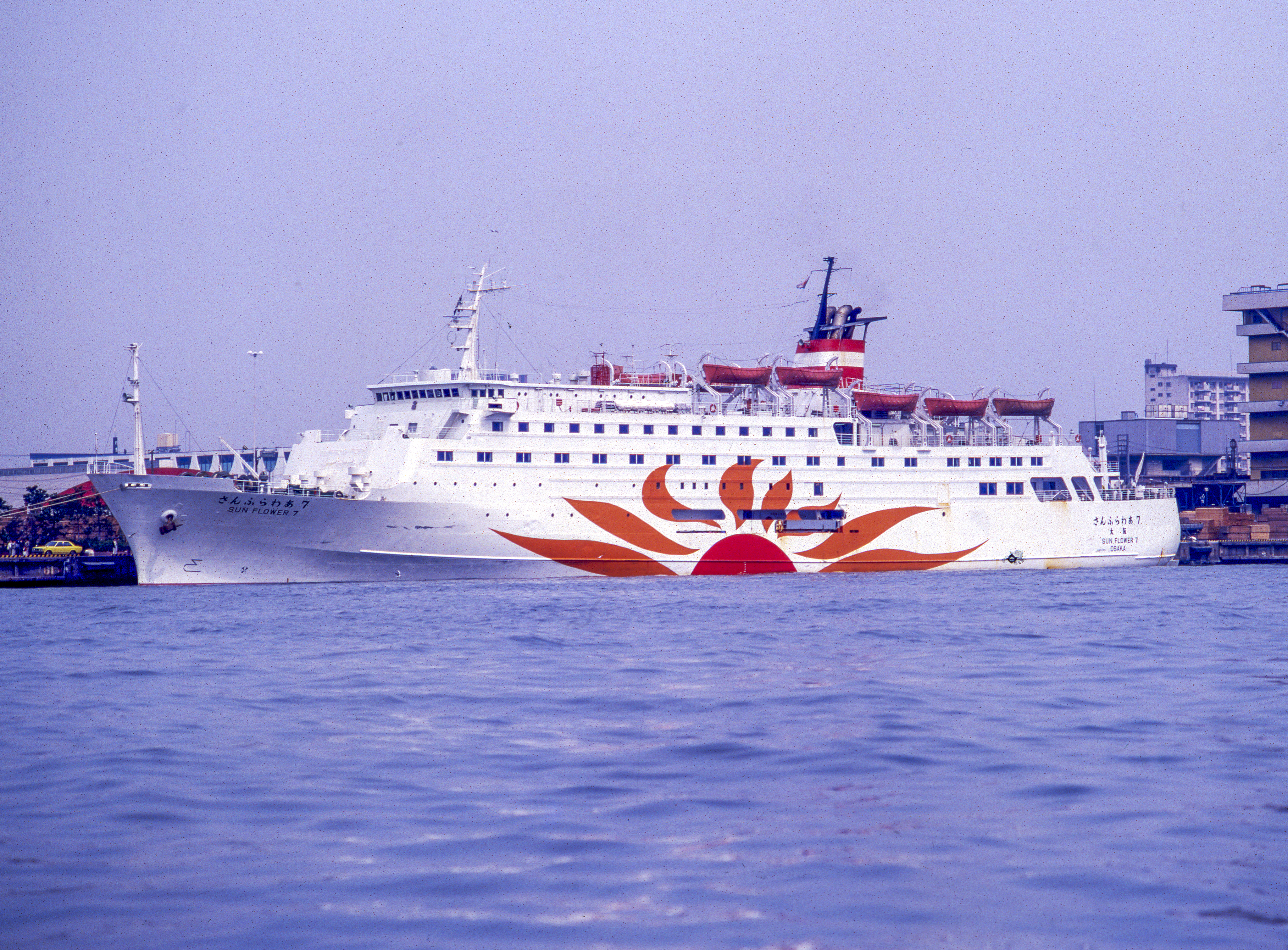
東京港に停泊する「さんふらわあ 7」（撮影：府川義辰 1986年4月3日）

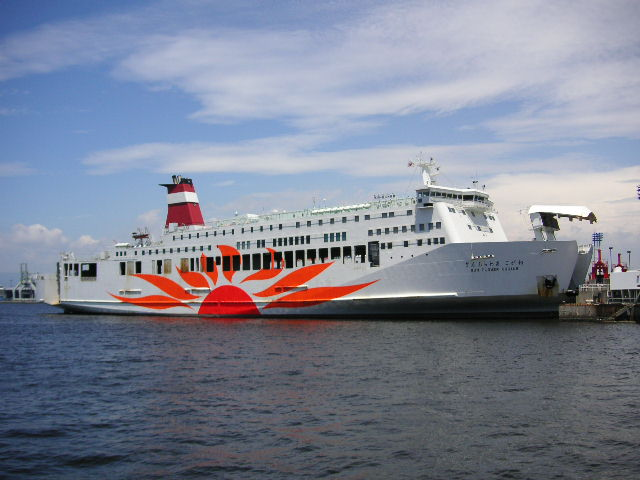
「さんふらわあ こがね」 - 大阪南港

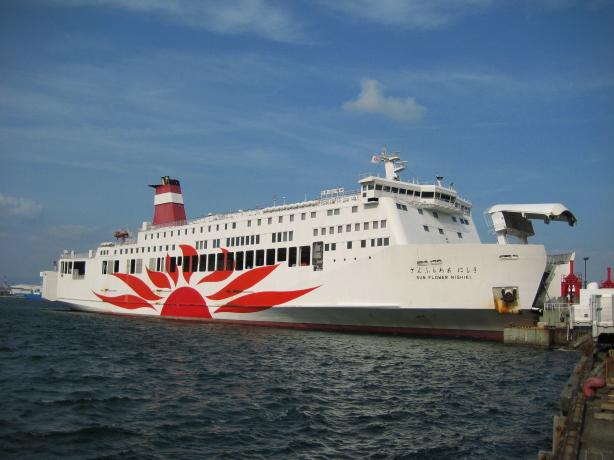
「さんふらわあ にしき」 - 大阪南港

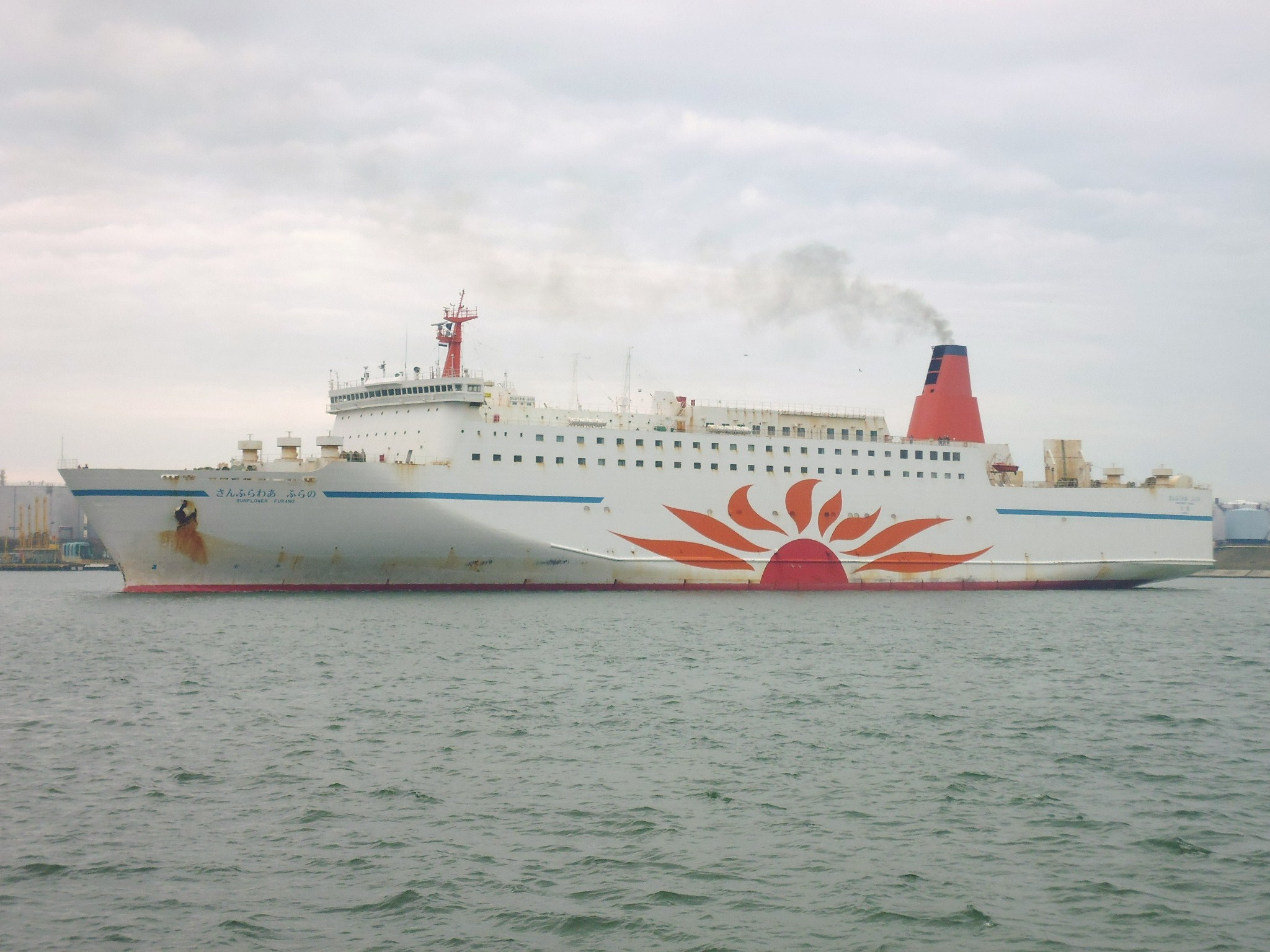
「さんふらわあ ふらの」（初代） - 苫小牧西港

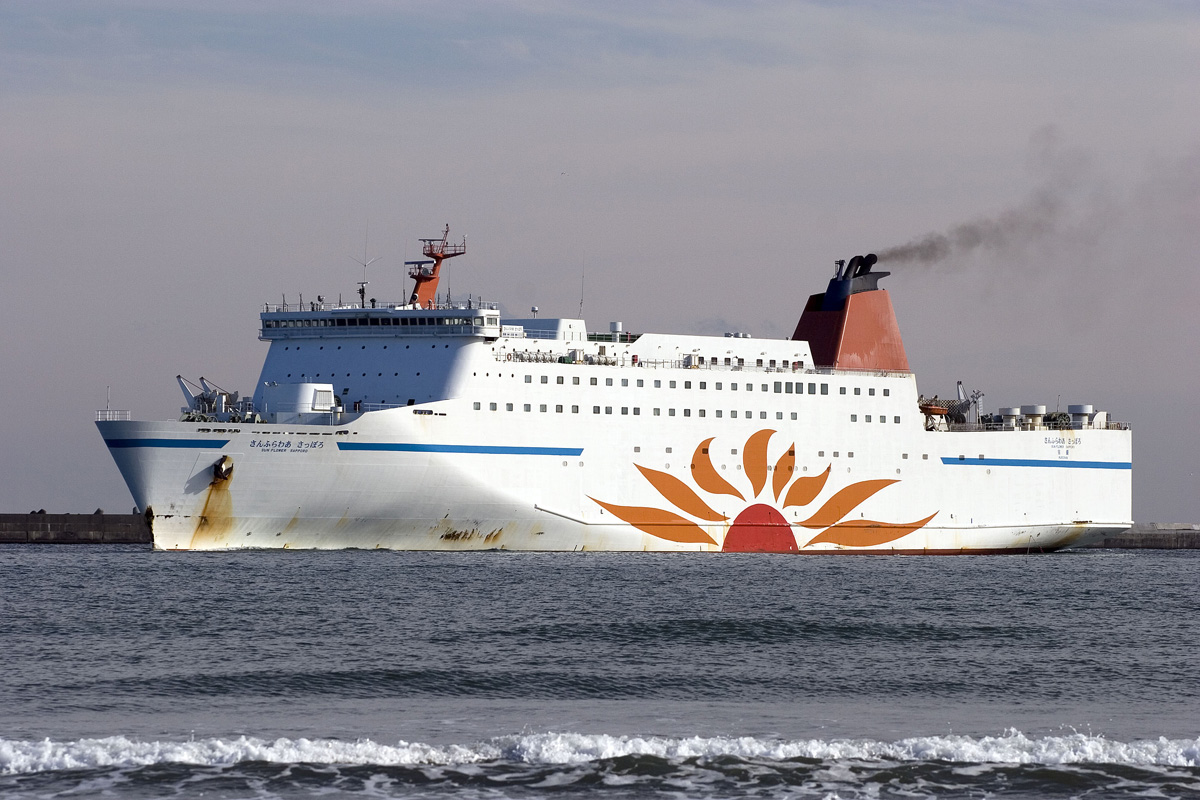
「さんふらわあ さっぽろ」（2代目） - 大洗港

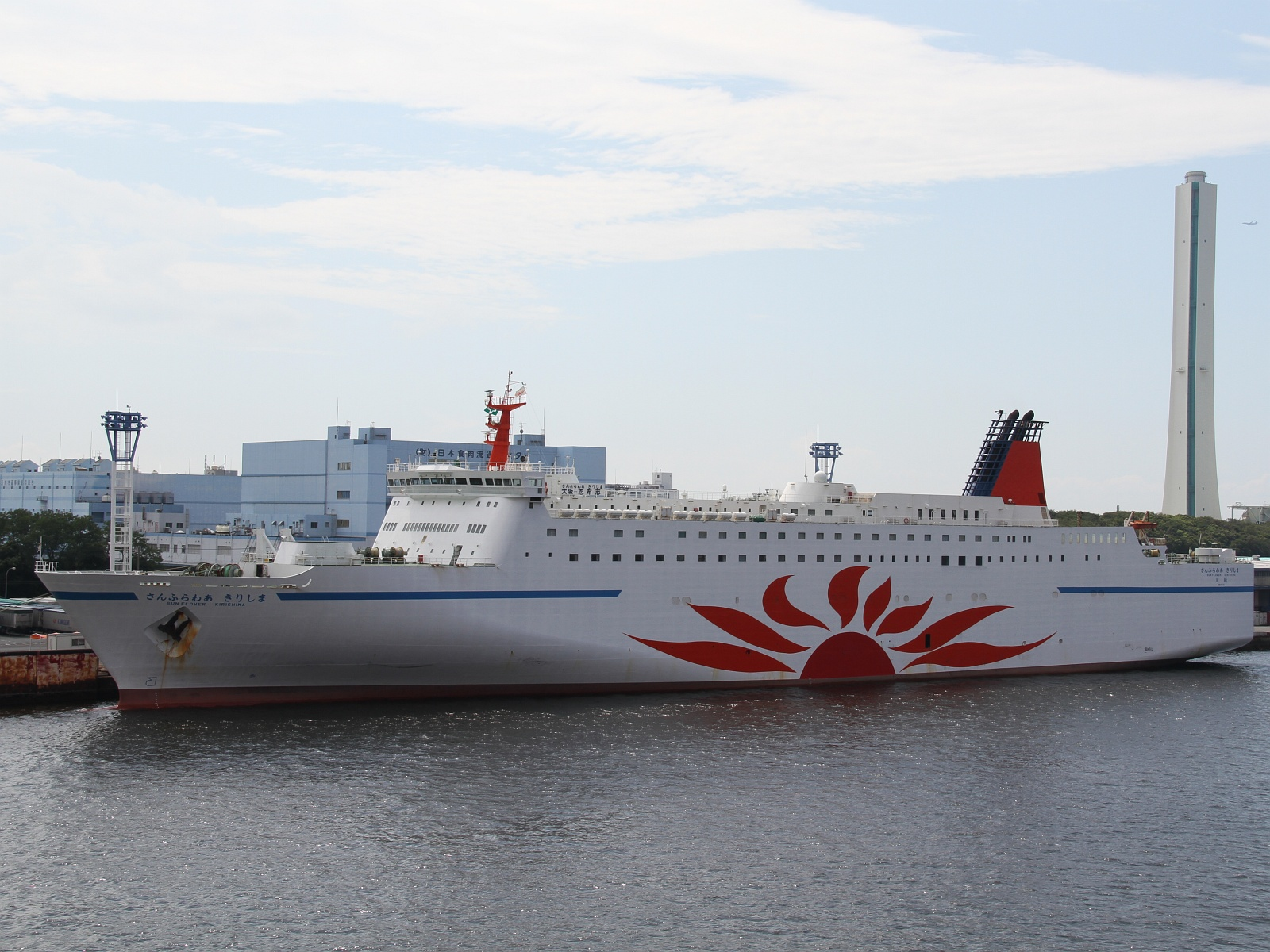
「さんふらわあ きりしま」（初代） - 大阪南港

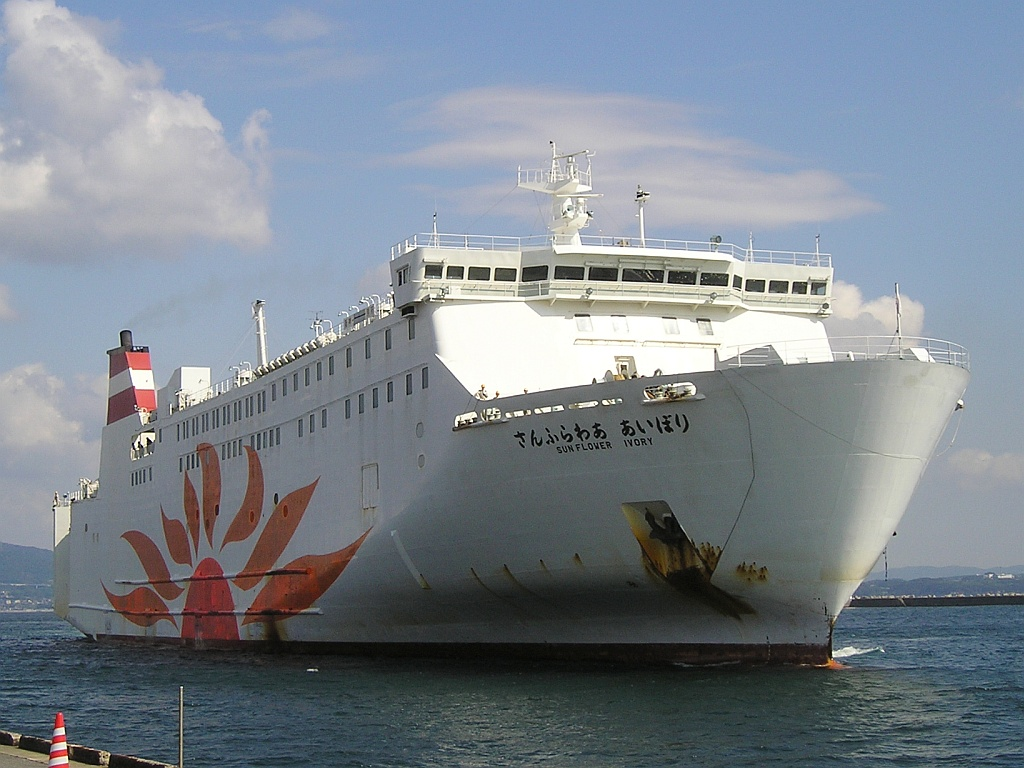
「さんふらわあ あいぼり」（関西汽船時代） - 別府国際観光港

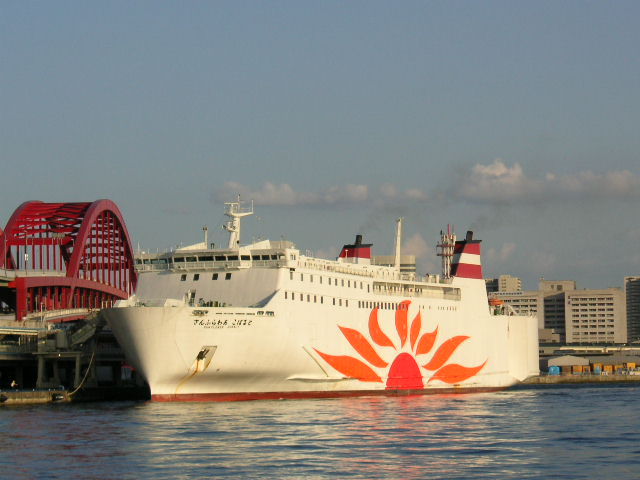
「さんふらわあ こばると」（関西汽船時代） - 神戸港ポートターミナル

- さんふらわあ7（関西汽船）

7,494総トン、全長124.9m、幅17m。
1973年6月に奄美・沖縄航路用の貨客船若潮丸（5,489GT 全長115m）として就航。1978年3月「フェリーくろしお」の就航に伴い一時係船されたが、1979年6月にクルーズ客船に改造されさんふらわあ7となる。関西汽船初のさんふらわあ塗装の客船で、日本国内はもとより世界各地を航海し、1992年に引退。日本国外へ売却され、Epirotiki Line（ギリシャ）のAPOLLON（1992 - 1995）→Minoan Line（ギリシャ）のMINOAN PRINCE（初代）（1995年 - 2002年）→Golden Prince（ギリシャ）のGOLDEN PRINCE（2002年 - ）として運航。
- さんふらわあ さっぽろ（初代）（ブルーハイウェイライン）

11,098総トン、全長164.0m、幅24.0m、出力28,000馬力、航海速力20.0ノット。
旅客定員640名。車両積載数：トラック142台・乗用車55台。林兼造船（下関）建造。
1974年8月就航。元・日本沿海フェリーさっぽろ丸。1998年1月引退、Blue Star Ferries（ギリシャ）のBlue Skyとして運航。
- さんふらわあ くろしお（ブルーハイウェイライン）

9,723総トン、全長160m、幅25m、出力27,000馬力、航海速力22.7ノット。
旅客定員530名。車両積載数：トラック150台・乗用車70台。三菱重工業下関造船所建造。
1997年7月就航、2001年9月航路廃止に伴い引退。2001年10月から12月までスターダイヤモンドの機関故障に伴う代替船としてダイヤモンドフェリーの神戸 - 別府航路に就航したのち日本国外へ売却され、2002年4月よりパンスターフェリー（韓国）のPANSTER DREAM（パンスタードリーム、韓国船籍 、サンスターライン）として運航。
- さんふらわあ えりも（ブルーハイウェイライン→商船三井フェリー）

11,272総トン、全長178m、幅25m、出力29,700馬力、航海速力23.75ノット（最大24.9ノット）。
旅客定員634名。車両積載数：トラック175台・乗用車105台。石川島播磨重工東京工場建造。
1989年3月竣工。元・日本沿海フェリーえりも丸 (2代)。2002年6月引退、COSMO 5に改名後、2004年4月から2007年9月までシャトル・ハイウェイラインしゃとる よこすかとして運航。その後2008年に威東航運（中国）New Golden Bridge IV、2011年より大龍海運（韓国）YONG XIAとして運航。
- さんふらわあ おおあらい（旧 日本沿海フェリー→ブルーハイウェイラインに社名変更）

15,139総トン、全長178m、全幅24.8m、出力28,800馬力、航海速力22.9ノット（最大24.2ノット）。
旅客定員550名。車両積載数：トラック175台・乗用車105台。林兼造船下関工場建造。
1987年6月竣工。元・日本沿海フェリーおおあらい丸。2002年6月引退、COSMO 3に改名後、2004年4月から2007年9月までシャトル・ハイウェイラインのしゃとる おおいたとして運航。その後は貨物船としてAvra Shipping（ギリシャ）SHUTTLE、2010年よりNEL LINES（ギリシャ）COLOSSUSとして運航、2013年インドで解体。
- さんふらわあ みと（ブルーハイウェイライン→商船三井フェリー）

11,782総トン、全長186m、幅25.50m、出力34,200馬力、航海速力24.67ノット。
旅客定員514名。車両積載数：トラック175台・乗用車140台。三菱重工業下関造船所建造。
1993年12月就航、2006年12月引退。日本国外へ売却され、2007年4月から2009年までパンスターフェリー（韓国）のPANSTER SUNNY（パンスターサニー、パナマ船籍）、2009年から中国遠洋運輸集団の中遠之星（英：COSCO STAR、香港船籍）として運航。
- さんふらわあ つくば （ブルーハイウェイライン→商船三井フェリー）

12,325総トン、全長192m、幅27m、出力34,200馬力、航海速力23ノット（最大26.3ノット）。
旅客定員342名。車両積載数：トラック216台（8.5m車換算）・乗用車111台。三菱重工業下関造船所建造。
1998年1月就航、2006年12月引退。東洋汽船に譲渡後フェリーつくばに改名されたが日本国外へ売却され、現在はANEK LINE（ギリシャ）のELYROSとして運航中。
- さんふらわあ とまこまい（ブルーハイウェイライン→商船三井フェリー）

12,520総トン、全長199m、幅24.50m、出力64,800馬力、航海速力30ノット（最大31.1ノット）。
旅客定員12名。車両積載数：トラック165台・乗用車46台。三菱重工業下関造船所建造。商船三井および鉄道建設・運輸施設整備支援機構が保有していた。
1999年8月就航、2007年3月引退。貨物フェリー。川崎近海汽船「ほっかいどう丸」とは同型船。その後2008年から2014年にAegean Cargo Managment（ギリシャ）にてAegean Heaven、2014年からAYSHEとして運航。
- さんふらわあ こがね（関西汽船→ダイヤモンドフェリー）

1992年8月3日就航、2003年改造、2010年2月引退。9,710総トン、全長150.9m、幅25.0m、出力25,200馬力、航海速力22.1ノット（最大24.7ノット）。
旅客定員942名、乗組員36名。車両積載数：トラック100台・乗用車60台。カナサシ豊橋工場建造。
2007年11月21日よりダイヤモンドフェリー運航便に就航（関西汽船の「さんふらわあ にしき」と交互に就航）。関西汽船所有の船舶だったが、2008年2月1日にドック入りし、この日をもってダイヤモンドフェリー船籍となる。ファンネルマークを「Dマーク」に変更のうえ、同年2月7日よりダイヤモンドフェリー運航船として、寄港便に就航していた。
引退後はSuper Ferry（フィリピン）にてSUPERFERRY 20として運航。
- さんふらわあ にしき（関西汽船）

1992年12月19日就航、2003年改造、2010年2月引退。9,800総トン、全長150.9m、幅25.0m、出力25,200馬力、航海速力22.1ノット（最大24.5ノット）。
旅客定員859名、乗組員36名。車両搭載数：トラック100台・乗用車60台。カナサシ豊橋工場建造。関西汽船および鉄道建設・運輸施設整備支援機構が保有していた。
引退後はSuper Ferry（フィリピン）にて2010年から2012年にSUPERFERRY 21、以後はST.LEO THE GREATとして運航。
- さんふらわあ ふらの（初代）（商船三井フェリー）

1993年7月竣工、2007年1月就航、2017年5月引退。13,539総トン、旅客定員705名。元・東日本フェリーへすていあ。
全長192m、幅27m、出力35,600馬力、航海速力24ノット（最大26.2ノット）。車両積載数：トラック180台・乗用車100台。
三菱重工業下関造船所建造。苫小牧 - 大洗夕方便に就航していた。
- さんふらわあ さっぽろ（2代目）（商船三井フェリー）

1998年8月竣工、2005年1月就航、2017年10月引退。13,654総トン、旅客定員632名。元・東日本フェリーばるな (3代)。
商船三井が所有。2002年6月より商船三井フェリーによる運航となり、2005年1月に船名変更。
以下「さんふらわあ ふらの（初代）」と同じ。
- さんふらわあ さつま (2代)→さんふらわあ さつま1（ブルーハイウェイライン→ブルーハイウェイライン西日本→ダイヤモンドフェリー→フェリーさんふらわあ）

1993年3月15日竣工、同月24日就航、1997年改造、2018年8月引退。12,415総トン、全長186m、幅25.5m、出力34,200馬力、航海速力23.3ノット（最大25.7ノット）。
旅客定員782名。車両積載数：トラック175台・乗用車140台。三菱重工業下関造船所建造。
竣工当初の船籍港は東京だったが、後に大阪に変更された。2008年1月のドック入りの際、ファンネルマークが「Dマーク」に変更されたが、現在はさんふらわあオレンジ（船体側面のサンマークにおけるフレア部分の色）に塗装され、Dマークは姿を消した。
2018年4月27日にさんふらわあ さつま1に船名変更された後、同年5月15日の大阪行きをもって大阪 - 志布志航路から引退。同年5月17日から8月28日までは「さんふらわあ ぱーる」長期運休の代替として、神戸-別府間の臨時航路に就航していた。
- さんふらわあ きりしま (初代)→さんふらわあ きりしま1（ブルーハイウェイライン→ブルーハイウェイライン西日本→ダイヤモンドフェリー→フェリーさんふらわあ）

1993年8月26日就航、1997年改造、2018年10月引退。12,418総トン、全長186m、幅25.5m、出力34,200馬力、航海速力23.5ノット（最大25.5ノット）。
旅客定員782名。車両積載数：トラック175台・乗用車140台。三菱重工業下関造船所建造。
船籍港は東京から、後に大阪に変更された。
2018年9月14日大阪南港到着をもって大阪 - 志布志航路から一旦離脱し、2018年9月18日にさんふらわあ きりしま1に船名変更され、同年10月2日から11月1日着まで「さんふらわあ さつま」（3代目）のドック入りに伴い、同年11月29日から12月16日着まで「さんふらわあ きりしま」（2代目）のドック入りに伴い大阪 - 志布志航路にて再運航された。
- さんふらわあ あいぼり

1997年3月竣工、同年12月6日就航。航海速力22.4ノット（最大24.8ノット）、9,245総トン、全長153.0m、幅25.0m、出力27,000馬力。
旅客定員710名（平水1,050名）。車両搭載数：トラック100台・乗用車100台。三菱重工業下関造船所建造。
かつて運航されていた小豆島季節便にも就航していた。
- さんふらわあ こばると

1997年6月竣工、1998年4月8日就航。航海速力22.4ノット（最大24.2ノット）、9,245総トン、全長153.0m、幅25.0m、出力27,000馬力。
以下「さんふらわあ あいぼり」と同じ。
- さんふらわあ とうきょう

2003年8月進水、2003年12月就航。10,503総トン。以下「さんふらわあ はかた」と同じ。
車両搭載数：12mトラック160台・商品乗用車251台、旅客定員12人。三菱重工業下関造船所建造。
2023年11月にNX海運へ転属、以降「ひまわり とうきょう」として運航。
- さんふらわあ しれとこ

2001年9月竣工、2007年1月就航。商船三井フェリーおよび鉄道建設・運輸施設整備支援機構が所有。
11,410総トン、全長190m、幅26.4m、出力39,600馬力、航海速力24.9ノット（最大28.0ノット）。三菱重工業下関造船所建造。深夜便に就航中。
元・東日本フェリーニューれいんぼうべる。2007年3月に船名変更。2025年引退。

## さんふらわあにまつわる歌
- 『さんふらわあの歌』 - 歌：ダークダックス、作詞：サトウハチロー、作曲：中田喜直、編曲：藤家虹二
- 『恋のさんふらわあに乗って』 - 歌：安倍律子、合唱：サカモト・プリティーズ、作詞：白鳥朝詠、作曲：小室等 編曲：小町昭
  - さんふらわあ就航記念 NCS-357 EP盤 非売品 1972年
- 『憧れのSUNFLOWER』
- 『さんふらわあの唄』（『サンフラワーのうた』） - 作詞：増永直子、作曲：渋谷毅
  - 日本高速フェリー、関西汽船時代 - 歌：若子内悦郎
  - ブルーハイウェイライン時代 - 歌：コーヒーブレイク、編曲：服部克久
    - CD「さんふらわあ 海からの贈りもの」 - 制作・販売：ブルーハイウェイライン、製造：東芝EMI PCDZ-1453 1996年2月発売
    - CD「さんふらわあ 海の詩」 - PCDZ-1516 1997年発売

  - フェリーさんふらわあ時代 - 歌：重住ひろこ[35] 2018年発表
- 『さんふらわあ』- 歌：HAMBURGER BOYS、作詞：山田雄太、作曲：HAMBURGER BOYS・ナカムラジュンキ 2022年発表[36]

## 登場作品

### 実写映画
- 仮面ライダーV3対デストロン怪人（1973年） - （旧 日本高速フェリー時代、東京 - 高知航路）
- ゴジラ対メカゴジラ（1974年） - 当時の親会社である照国郵船（現 マリックスライン）のクイーンコーラル (初代)と共に撮影で使用されている（旧 日本高速フェリー時代）。
- 秘密戦隊ゴレンジャー 爆弾ハリケーン（1976年） - （旧 日本高速フェリー時代、四国航路）
- トラック野郎・故郷特急便（1979年） -  菅原文太演ずる星桃次郎（主人公）と、石川さゆり演ずる小野川結花（マドンナ）が、さんふらわあ船上で出会う（旧 日本高速フェリー時代、四国航路）。
- 刑事物語 くろしおの詩（1985年） - ラストシーンで武田鉄矢演じる片山刑事が転勤のため、高知市を去る際の撮影で使用されている（旧 日本高速フェリー時代、四国航路）。

### テレビドラマ
- 高校教師 - 第18話・第19話で「さんふらわあ5」や那智勝浦港が登場。1974年7月30日、8月6日放送（日本高速フェリー時代、四国航路）。
- がんばれ!!ロボコン - 第82話にて「さんふらわあ5」や那智勝浦港が登場。1976年6月18日放送（日本高速フェリー時代、四国航路）。
- 特捜最前線 - 第123話『豪華フェリージャック・恐怖の20時間! - 「さんふらわあ8」が舞台。1979年8月8日放送（日本高速フェリー時代、四国航路）。
- 太陽にほえろ! - 第556話『南国土佐、黒の推理 ボギー（世良公則）とマミー（長谷直美）が高知へ向かう際に乗船。1983年5月13日放送（日本高速フェリー時代、四国航路）。
- 仮面ライダークウガ - 第41話で登場。2000年11月26日放送（ブルーハイウェイライン時代、当時苫小牧航路で就航していた「さんふらわあえりも」）。
- 仮面ライダーアギト - 第42話で登場。2001年11月25日放送（商船三井フェリー、苫小牧航路。当時就航していた「さんふらわあ みと」の船内で撮影）。
- 金曜プレステージ - 『夏樹静子サスペンス 黒い帽子の女 - 「さんふらわあ あいぼり」が登場。2007年7月27日放送（関西汽船、阪神 - 松山 - 別府航路が舞台）。
- 仮面ライダーW - 第42話で登場。2010年7月11日放送（航行中の商船三井フェリー「さんふらわあ だいせつ」の甲板(デッキ)上での格闘戦もあった）。

### アニメ
- 機動警察パトレイバー（1988年） - 初期OVA第6話「二課の一番長い日（後編）」に、「苫小牧発仙台経由東京行きフェリー」として、さんふらわあ8をモデルとした日本沿海フェリー所属の「さふらわあ8」が登場する。
- BLUE DROP - 天使達の戯曲 -（2007年） - 第9話Aパートに登場。隣町に買い出しに行ったマリと萩乃が乗る電車の車窓から見える。（関西汽船「さんふらわあ にしき」 大分発大阪行きの寄港便）。
- ヤッターマン (2008年のテレビアニメ) - 第4話に登場。北海道に飛んだドロンボー一味を追いかけるため、ヤッターマンが乗船したフェリーとしてさんふらわあ あいぼり型(実際には大阪-別府航路で運航)に類似したフェリーが登場。2008年2月4日放送。
- ガールズ&パンツァー 劇場版（2015年） - 舞台が大洗と北海道ということもあり、主人公らが大洗から乗船するフェリーとして「さんふらわあ さっぽろ」（2代目）が登場。一方、コミカライズ版『ガールズ&パンツァー 劇場版 Variante』第16話では、後継の「さんふらわあ ふらの」（2代目）型となっている。

### その他
- おもいでエマノン（1983年、短編小説） - 「さんふらわあ」名古屋→高知→鹿児島便が舞台（旧 日本高速フェリー時代）。
- ガンバとカワウソの冒険（1982年、児童文学） - さんふらわあをモデルとしたフェリー「サン・フラワー」が登場。ネズミである主人公たちが四の島（四国がモデル）へ赴く際に乗船する。
- 探偵!ナイトスクープ（2010年、バラエティ番組） - 7月23日放送での依頼「“さんふらわあ”の船首になりたい!」にて大阪南港停泊中のダイヤモンドフェリー大阪 - 志布志航路「さんふらわあ さつま」（2代目）が登場。担当探偵は竹山隆範。
- 新・人間革命（2017年、長編小説） - 第30巻上巻にて1980年7月に「さんふらわあ7」を用いた創価学会員による高松港から横浜港でのチャーター運航「師弟勝利の大航海」が扱われている。このほか同航海を扱った作品としては「池田先生と四国～「さんふらわあ7」号～ 「師弟勝利の大航海」 30周年記念」が存在する。